# Alter Markt (Magdeburg)

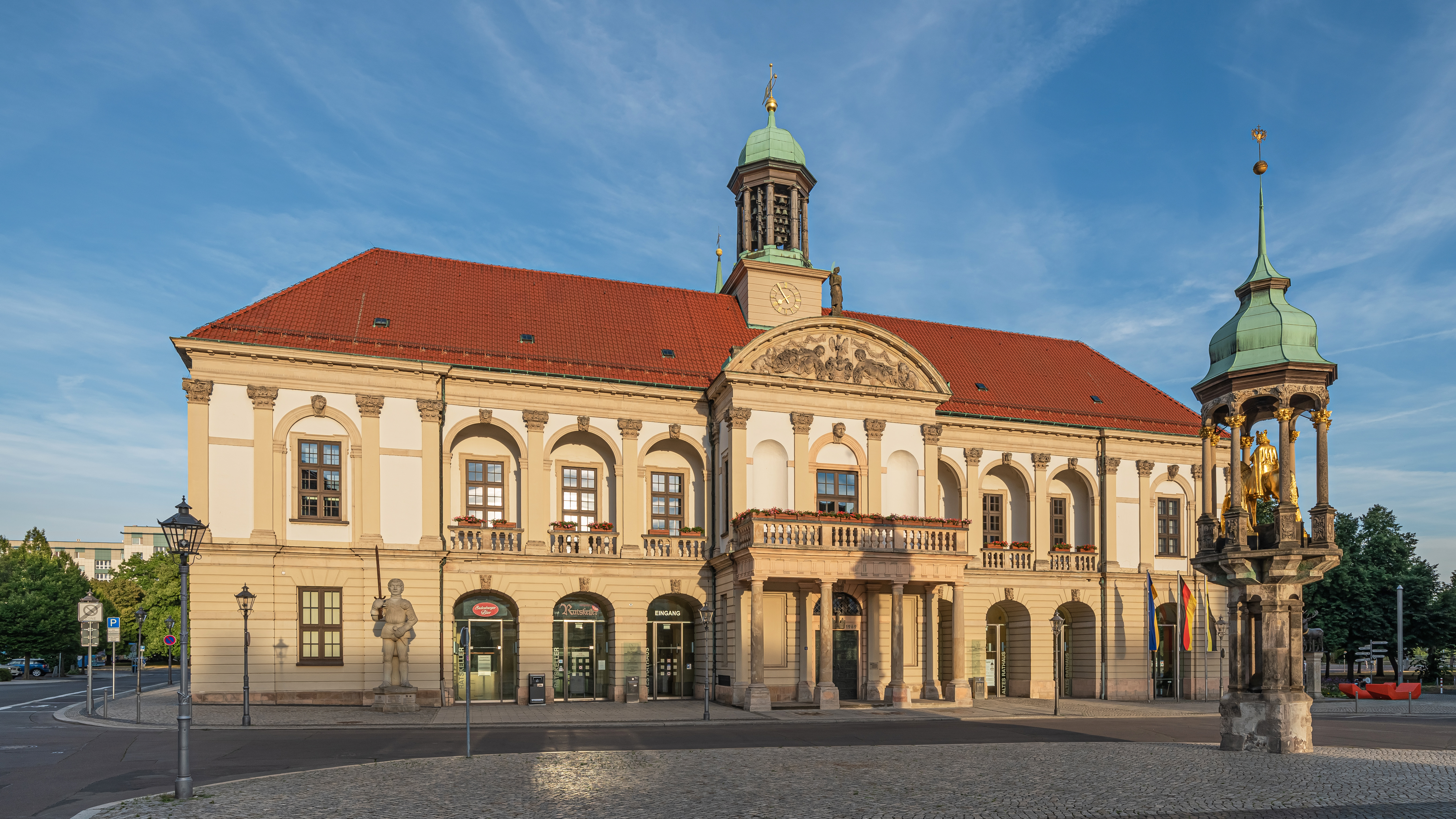
Blick auf das Rathaus Magdeburg mit Magdeburger Reiter von Westen her

Der Alte Markt ist der denkmalgeschützte Marktplatz der Stadt Magdeburg.

## Lage und Gestaltung
Der Alte Markt befindet sich an zentraler Stelle in der Magdeburger Altstadt, östlich des Breiten Wegs. Sein Grundriss ist trapezförmig, wobei die Ostseite etwas länger ist als die Westseite. Es besteht ein leichtes Gefälle von West nach Ost. Baulich wird der Platz vom barocken Alten Rathaus dominiert, das die Ostseite des Platzes einnimmt und hinter dem sich die Doppeltürme der Johanniskirche als Marktkirche erheben. Nord- und Südseite sind überwiegend von neoklassizistischen Gebäuden aus den 1950er Jahren geprägt, die als Zeugnis der ersten Phase des Wiederaufbaus in der Zeit der DDR nach dem Zweiten Weltkrieg gelten. Mit dem Magdeburger Reiter, dem Magdeburger Roland und der Hirschsäule befinden sich auf der Ostseite des Platzes mehrere Denkmäler historischen Ursprungs. Bemerkenswert ist auch der Eulenspiegelbrunnen auf der Westseite.
Es münden mehrere Straßen auf den Alten Markt. Im Südosten die Hartstraße und die Verlängerung der Johannisbergstraße. An der Nordostecke grenzt der Platz Bei der Hauptwache an. Auf der Nordseite münden die aktuell unbenannte Buttergasse und die Schwertfegergasse ein. Im Westen trifft der Alte Markt auf den Breiten Weg.
Historisch bestanden mehrere weitere Gassen, die im Zuge des Wiederaufbaus nach dem Zweiten Weltkrieg jedoch aufgegeben und überbaut wurden. Auf der Südseite handelte es sich dabei um die Schuhbrücke, den Schwibbogen, die Lödischehofstraße und die Fettehennenstraße. Auf der Nordseite bestand die Nadelöhrgasse.
Der Alte Markt ist unter der Erfassungsnummer 094 82654 im Denkmalverzeichnis des Landes Sachsen-Anhalt als Denkmalbereich eingetragen.

## Geschichte

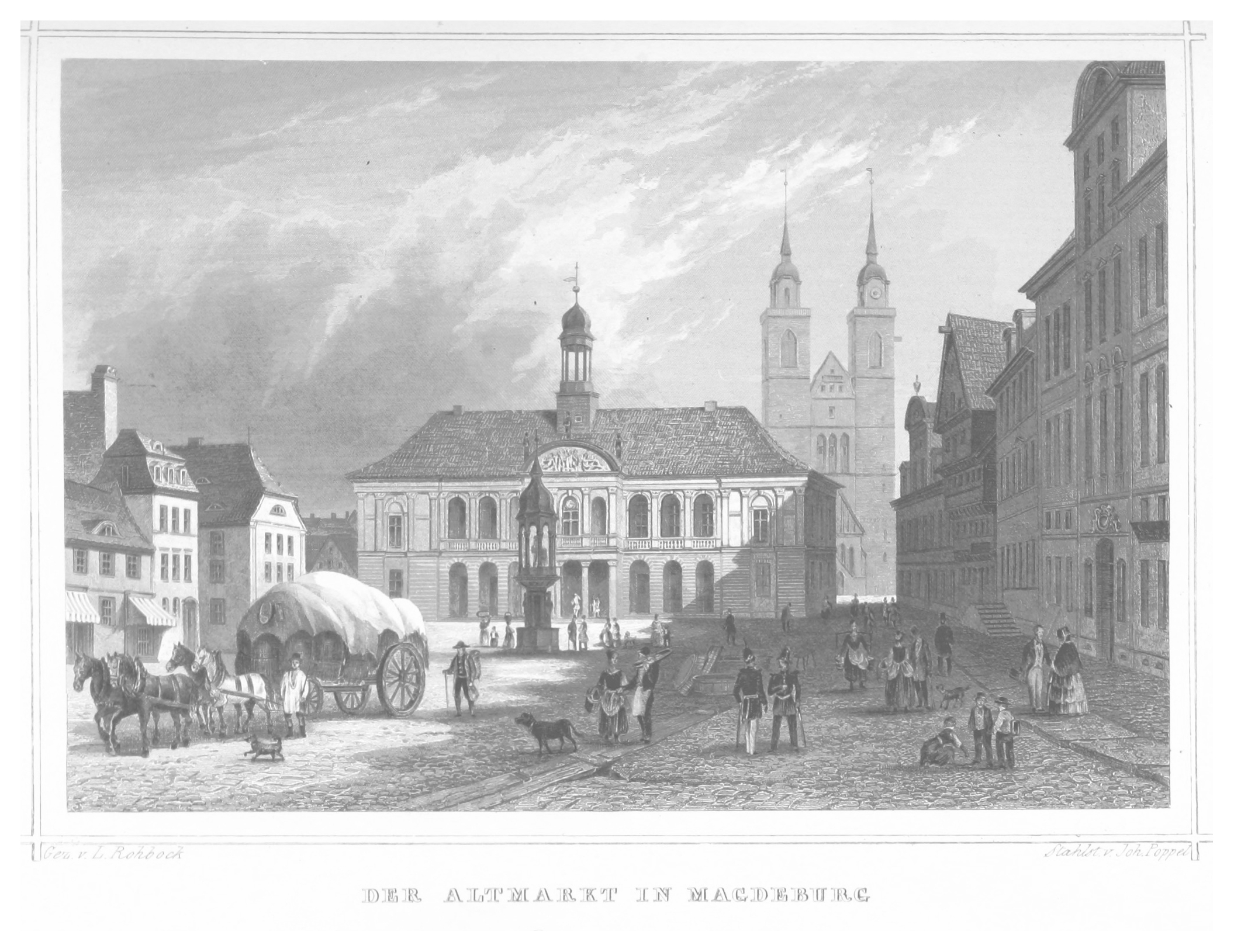
Alter Markt, 1852

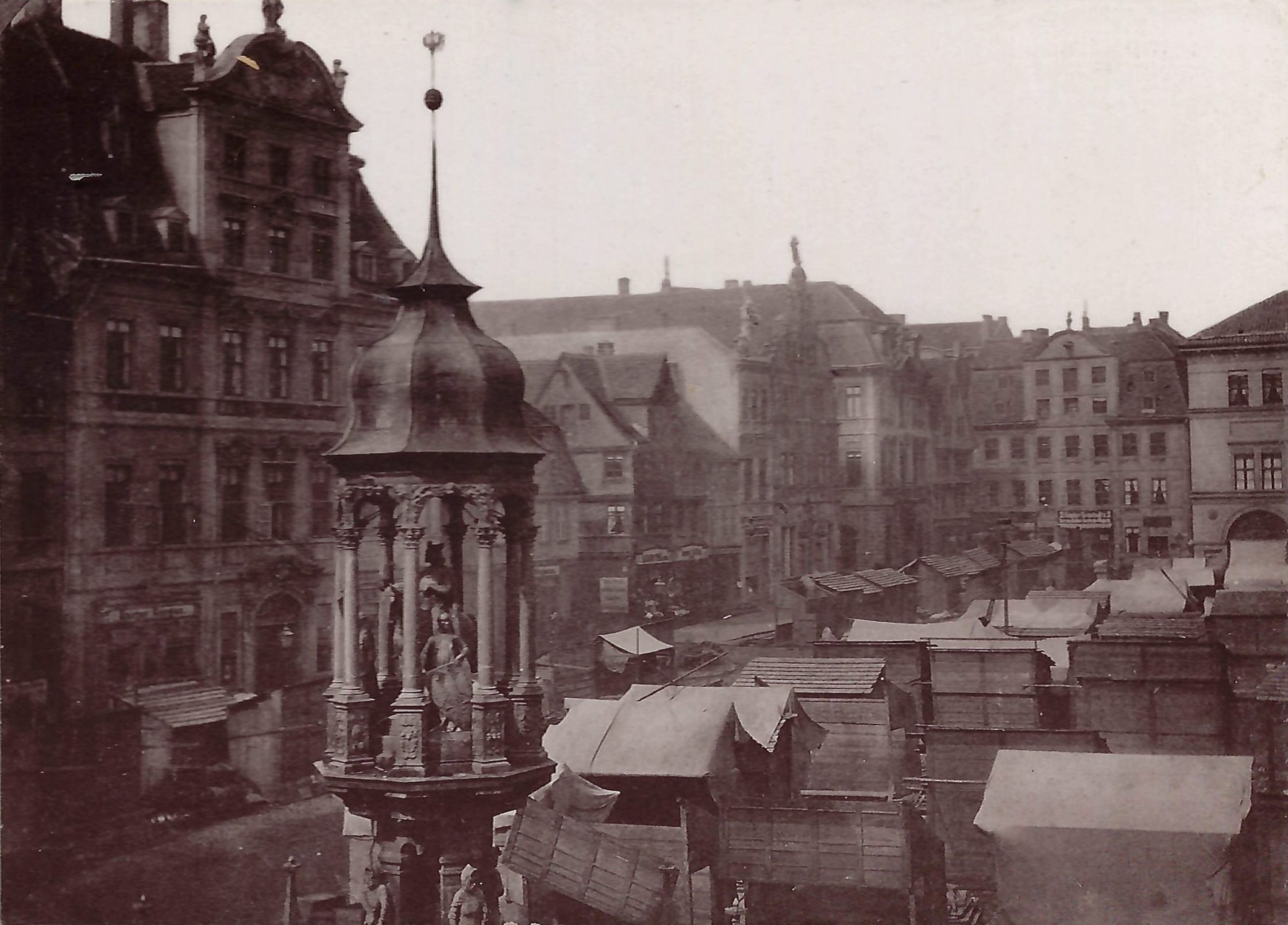
Blick über den Alten Markt vor 1873

Der Alte Markt stellt den Kern der 965 erstmals erwähnten Kaufmannsansiedlung an dieser Stelle dar. Die Form des Alten Marktes galt seit dem 12. Jahrhundert als Vorbild für die Gründung anderer Märkte nach Magdeburger Recht. Es gibt jedoch die Vermutung, dass der Alte Markt ursprünglich weiter nach Osten, bis zum Bereich der Johanniskirche, reichte. Tatsächlich gehörte damals der südliche Teil des heutigen Rathauses noch nicht zum Rathaus. Bei archäologischen Untersuchungen gefundene Reste von Pflasterungen wurden auf das 12. Jahrhundert datiert. Das nach Osten abfallende Gefälle war in dieser Zeit größer als heute. Die Bezeichnung Alter wurde als Unterscheidung zum Neuen Markt, dem heutigen Domplatz, eingeführt und beibehalten. Erstmals wurde die Bezeichnung und damit die Unterscheidung urkundlich 1294 erwähnt.
An der Südostseite des Alten Markts führte im Mittelalter und in der frühen Neuzeit ein Förder unter dem Rathaus hindurch in die Johannisbergstraße in Richtung Elbe.
Auf dem Alten Markt fand Rechtsprechung statt. In der frühen Zeit tagte hier das Burggrafengericht aber auch das Schultheißengericht und das Marktgericht des Marktrichters. Hinzu kam der Schöppenstuhl, der über das Magdeburger Recht entschied. Auf dem Markt befanden bzw. befinden sich Standbilder, die im Zusammenhang mit der Rechtsprechung standen. So wurde am Magdeburger Reiter die Burggrafenbank gesetzt. Der Reiter, wohl Symbol des Kaisers, kann als Symbol der obersten Instanz gesehen werden. Bis zum Anfang des 16. Jahrhunderts tagte das Burggrafengericht an der Südecke des Rathauses, zwischen Rathaus und Reiterstandbild. Auf diese Stelle weist auch die Schwurhand des Kaisers. Der Magdeburger Roland, der ursprünglich vor dem Schöppenstuhl, Haus Alter Markt 16 nach alter Hausnummerierung, stand, wird als Symbol des Gerichts des Schultheiß verstanden. Hinzu kam noch der Kak genannte Pranger, ein Symbol des Marktgerichts, als unterer Gerichtsbarkeit. Zu seinem Standort gibt es unterschiedliche Angaben. Zum Teil wird er mittig vor der Nordseite des Rathauses, also auf dem heutigen Platz Bei der Hauptwache angegeben. Auf einer bildlichen Darstellung von 1706 wird er jedoch mitten auf dem Alten Markt gezeigt. Möglicherweise veränderte sich der Standort. Außerdem gab es zeitweise einen drehbaren Schilderbaum, mit seitlich abgestreckten Armen, in der rechten Hand ein Schild. Er diente für von den Stadtjunkern durchgeführte Kampfspiele. Darüber hinaus bestand die Hirschsäule, deren genaue Bedeutung jedoch unklar ist.
Im Mittelalter gab es zeitweise auch auf dem Platz Gebäude. So befand sich nahe am Magdeburger Reiter die erzbischöfliche Münze. Sie wurde 1402 zerstört aber wieder aufgebaut und letztlich 1525 abgerissen. Ein weiteres Gebäude auf dem Platz war das Haus Zum Wallfisch. Es stand am Eingang zur Spiegelbrücke und wurde 1539 vom Rat erworben und abgebrochen, um die Straße freizumachen.
Ein weiterer Block befand sich im westlichen Teil des Platzes. Dort befand sich das Innungshaus der Schuster und Lohgerber zwischen den Einmündungen der Schwertfegerstraße und der Buttergasse.
Der Beginn der Reformation ist in Magdeburg mit dem Alten Markt verbunden. Markant war ein Ereignis im Mai 1524. Ein Tuchmachergeselle verkaufte auf dem Platz Luthersche Lieder, wobei er sie zum Teil auch sang. Darunter Aus tiefer Not schrei ich zu dir und Es wolle Gott uns gnädig sein. Es bildete sich eine große Menschenmenge um ihn. Bürgermeister Rubin ließ ihn daraufhin verhaften. Dies erregte großes Aufsehen. Die Menschen versammelten sich vor dem Rathaus und forderten die Freilassung des Gesellen und die Inhaftierung der Stadtdiener, die ihn verhaftet hatten. Tatsächlich wurden den Forderungen nachgegeben.
Trotz der schweren Zerstörungen der Stadt Magdeburg im Jahr 1631 während des Dreißigjährigen Krieges blieb die grundsätzliche Form des Platzes erhalten. Allerdings war die Bebauung weitgehend zerstört und wurde über eine längere Zeit wieder aufgebaut. Die Kelleranlagen waren jedoch häufig erhalten und wurden auch weiter genutzt, so dass die Keller zum Teil noch weiter in den Markt hineinreichten. Auffällig war, dass die Keller und auch die Zuschnitte der Grundstücke Alter Markt 5 bis 14, auf der Südseite des Alten Markts, klein und schmal waren. Es wurde daher vermutet, dass in diesem Bereich im Mittelalter nur Krambuden standen.
Auch die Denkmäler des Platzes waren zerstört oder beschädigt. Da der Magdeburger Reiter auch als Symbol der Reichsfreiheit galt, wurde er wieder instand gesetzt. Für die Ereignisse während der Zerstörung ist für das Haus Alter Markt 19 (heute 8) ein konkreter Bericht eines Angreifers überliefert. Auch der Magdeburger Roland war zerstört worden. Er wurde jedoch zunächst nicht wieder aufgebaut. Seine Reste wurden 1727 bei einer Neupflasterung des Alten Markts beseitigt. An seine Stelle wurde zur Erinnerung der Rolandstein gesetzt. Er wurde 1904 erneuert. Unklar ist, ob es dabei auch zu einer räumlichen Lageveränderung kam.
Vermutlich aufgrund seiner abgegrenzten Lage war der auf dem Platz befindliche Häuserblock des Innungshauses der Schuster und Lohgerber vom ausgebrochenen Feuer verschont geblieben. Spätere Pläne den Block abzureißen und so die Fläche des Alten Markts nach Westen zu erweitern, wurden, vermutlich aus finanziellen Gründen nicht umgesetzt.

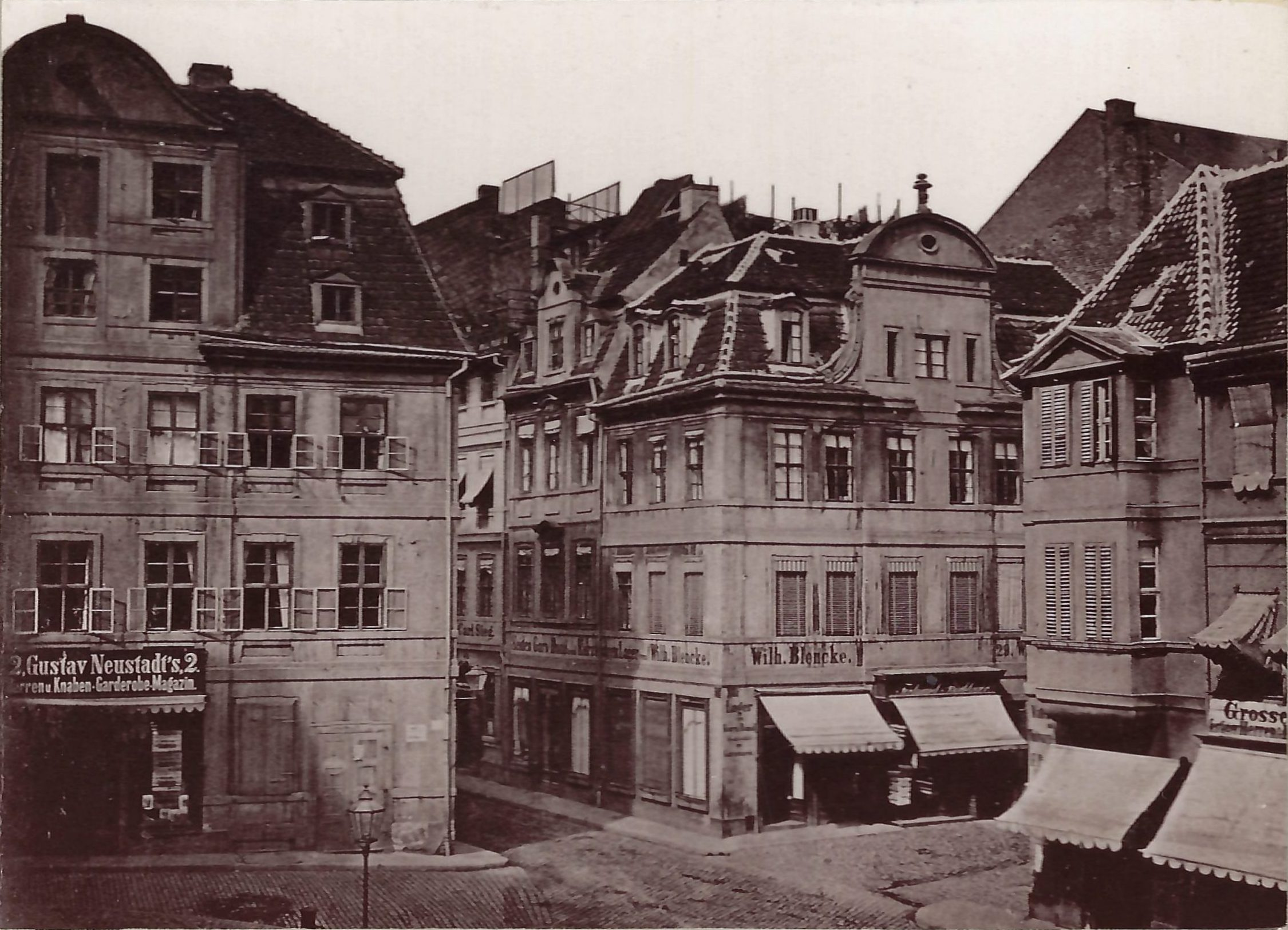
Blick vom Alten Markt auf den Zugang vom Breiten Weg, vor der Verbreiterung von 1873

Der Zugang vom Breiten Weg auf den Alten Markt war ursprünglich sehr schmal. Seine Breite betrug lediglich 24,75 Ellen. 1642 wurde die Nordseite vom Rat um zwei Ellen nach Norden zurückgenommen, so dass die kurze Verbindungsstraße minimal verbreitert war. Erst 1873 erfolgte eine deutliche Verbreiterung, diesmal durch die Zurücknahme der Südseite.
Am 24. Juni 1666 fand die Huldigungsfeier für den Kurfürsten als neuen Landesherrn auf dem Alten Markt statt. Auch die Erbhuldigungsfeier am 30. Mai 1681 wurde hier durchgeführt. Dafür war vor dem Innungshaus der Gewandschneider eine mit rotem Tuch verkleidete Tribüne aufgebaut, auf der der neue Kurfürst Friedrich Wilhelm auf einem Thronsessel saß. Rat und Bürgerschaft legten einen Eid auf ihn ab. Es schloss sich ein Festmahl für 250 Personen an.
Direkt auf dem Platz entstand in der Zeit der brandenburgischen Garnison ab 1666 eine hölzerne Baracke, als Hauptwache. 1723 wurde sie an den Platz Bei der Hauptwache verlegt und dort später als Alte Hauptwache bezeichnet. Neben der Holzbaracke befand sich das Strafinstrument eines Pferds, auf dem Soldaten ihren Arrest absaßen sowie der Galgen. Auch diese Elemente der militärischen Justiz wurden jedoch mit der Verlegung der Hauptwache entfernt. In der französischen Besatzungszeit zwischen 1806 und 1813 wurde nochmals ein Galgen auf dem Alten Markt aufgestellt.

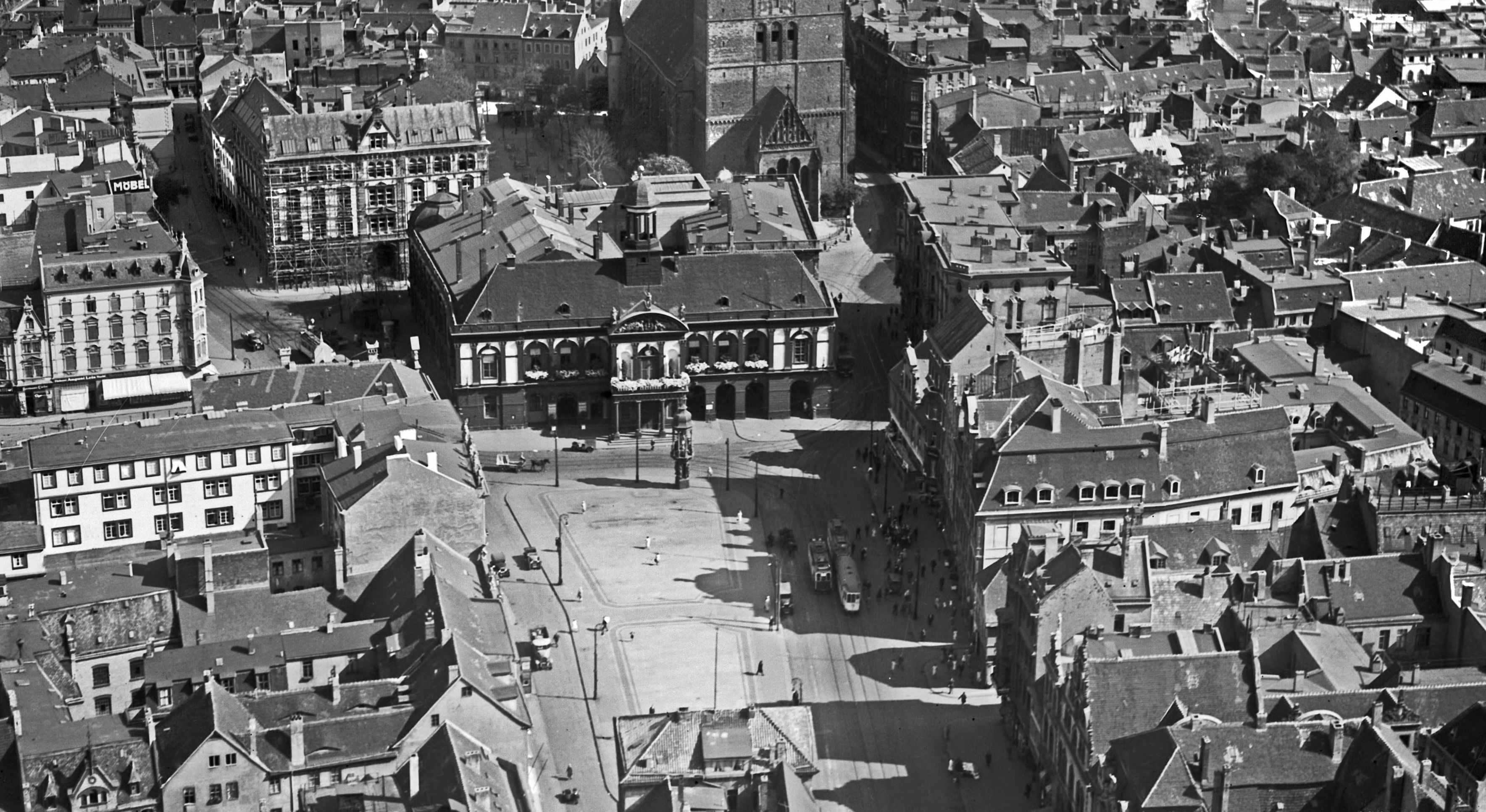
Luftbild des Alten Markts und seiner Umgebung, 1929

Zumindest in den 1920er Jahren befand sich auf der Südseite des Alten Markts, an der Einmündung des Schwibbogens, ein Taut-Kiosk.

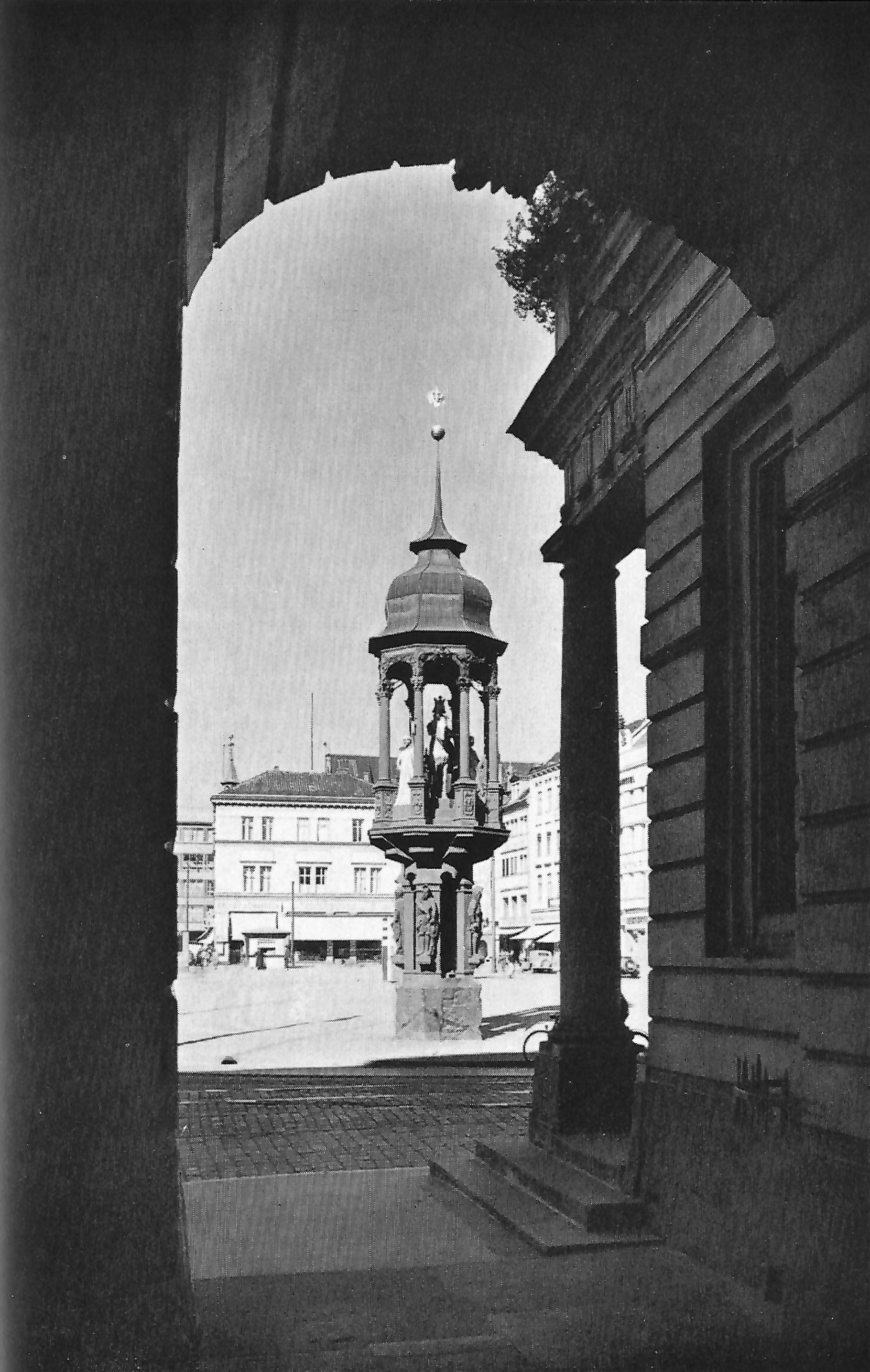
Blick aus dem Rathaus auf den Alten Markt in den 1930er Jahren

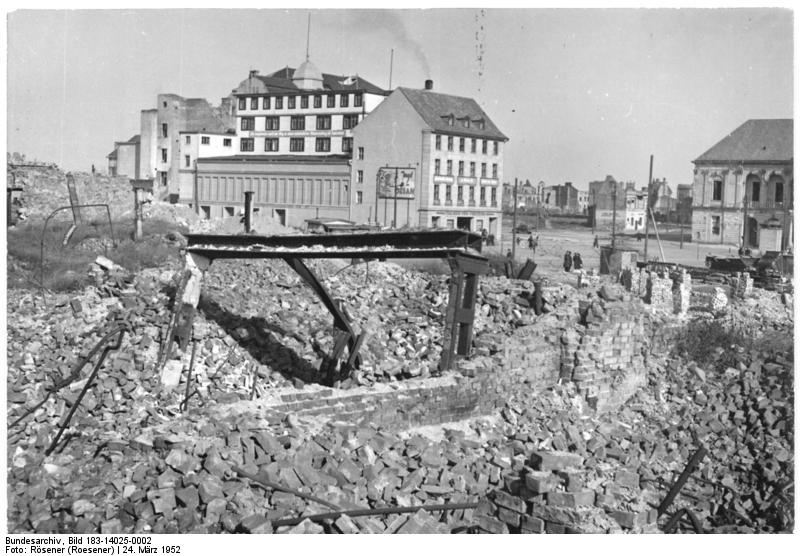
Blick über den zerstörten Alten Markt, 1952

Auch nach der Zerstörung von 1945 mussten fast alle Gebäude des Platzes vollständig neu errichtet werden. Zuvor erfolgten umfangreiche archäologische Untersuchungen. Die nördliche und südliche Platzfront entstand 1954/55 nach Entwürfen der Architekten Johannes Kramer und Max Wiegleb in Form von viergeschossigen, traufständigen Häusern in geschlossener Bauweise im neoklassizistischen Stil der damaligen DDR-Architekturdoktrin der Nationalen Tradition. Die Grundsteinlegung erfolgte am 10. Mai 1953 im Beisein von Walter Ulbricht. Auf der Nordseite blieb als Altbau jedoch das Theater des Friedens erhalten. Der Zugang vom Breiten Weg auf der Westseite, über Jahrhunderte schrittweise erweitert, wurde fast auf voller Breite geöffnet, so dass der Alte Markt nun nur noch auf drei Seiten von Bebauung eingefasst war. Am Durchgang entstand, stark zurückgesetzt aber etwas erhöht, in den 1970er Jahren ein flaches Gebäude der Magdeburg Information.
Nach der friedlichen Revolution in der DDR im Jahr 1989 wurde die Westseite neu bebaut und der traditionelle Block im westlichen Teil des Alten Markts in moderner Architektursprache mit dem Bau der neuen Gebäude Alter Markt 12 und 13/14 wieder hergestellt und der Zugang mit der Nummer 15 eingeengt. Am Rathaus wurden die seit langem fehlenden, für die Magdeburger Geschichte aber charakteristischen Denkmäler Magdeburger Roland und Hirschsäule wieder aufgestellt.
Am 20. Dezember 2024 ereignete sich auf dem Alten Markt der Anschlag auf den Magdeburger Weihnachtsmarkt.

## Namen von Teilen des Alten Markts
Für Teile des Platzes bestanden auch noch spezielle Namen, die sich an eine tatsächliche Nutzung anlehnten und sich mit dieser auch räumlich veränderten. So wurde der Bereich zwischen der Hartstraße und der damaligen Fettenhennenstraße um 1700 als Fischmarkt bezeichnet. Ab etwa 1780 wurden Fische jedoch auf dem Platz Bei der Hauptwache verkauft, so dass auch die Benennung wechselte. Um 1910 befand sich der übliche Platz für die Fischhändler wieder an der ursprünglichen Stelle. In den 1930er Jahren war der Fischhandel vom Markt verschwunden. Ein Gerbermarkt dürfte sich vor dem Innungshaus der Gerber (Alter Markt 25), nahe der Einmündung der Buttergasse befunden haben. Überliefert sind auch Bezeichnungen wie Kohlmarkt und Krautmarkt, wobei deren räumliche Zuordnung unbekannt ist. Es gab auch einen Kränzmarkt (auch Krenzmarkt oder Kreuzmarkt) auf dem Kränze verkauft wurden. Auch dieser Standort ist unbekannt. Im Mittelalter gab es auch einen Rademarkt, im Sinne eines Gerätemarkts. Gerätschaften wurden später dann jedoch wohl direkt in den Häusern der herstellenden Handwerker gekauft, so dass dieser Marktbereich verschwand. Der Milchmarkt befand sich in der Zeit um 1700 im Bereich der Einmündung der Johannisbergstraße. Ein Töpfermarkt gab es am Platz Bei der Hauptwache, aber auch auf dem Johanniskirchhof. Noch in den 1930er Jahren wurde der Fleischmarkt auf dem Johanniskirchhof durchgeführt. An der Einmündung der Spiegelbrücke befand sich der Vieh- bzw. Schweinemarkt. Das südliche Ende der Schwertfegergasse hieß zeitweise auch Saugasse, wohl auch aufgrund eines entsprechenden Marktgeschehens. Auch der Name der Buttergasse geht darauf zurück, dass sich an der Einmündung der Gasse auf den Alten Markt zeitweise die Stände von Butterhändlern befanden. Im nordwestlichen Teil des Marktes im Bereich der Schwertfegergasse befanden sich auch Brotscharrn (Schwertfegerstraße 23) und Fleischscharrn (Alter Markt 26). Weitere Märkte der Stadt gab es im Bereich um die Jakobikirche sowie am Breiter Weg.
Das Verbindungsstück zwischen dem Alten Markt und dem Breitem Weg wurde ursprünglich nicht zum Alten Markt gezählt. 1552 wurde dieser Bereich als In der Garküche bezeichnet, da sich dort, im Bereich des Grundstückes Alter Markt 29, eine Garküche befand, die von auswärtigen Marktbesuchern genutzt wurde. Auch noch 1798 wurde dieser Name genutzt. Die Garküche verschwand jedoch Ende des 18. Jahrhunderts, 1807 war der Name dann auch nicht mehr verzeichnet. Es war dann der Name Marktstraße bzw. Kleine Marktstraße gebräuchlich. Mit der Einführung der Hausnummerierung wurden die Gebäude dieses Bereichs dann jedoch bereits mit zum Alten Markt gezählt.

## Heutige Nutzung

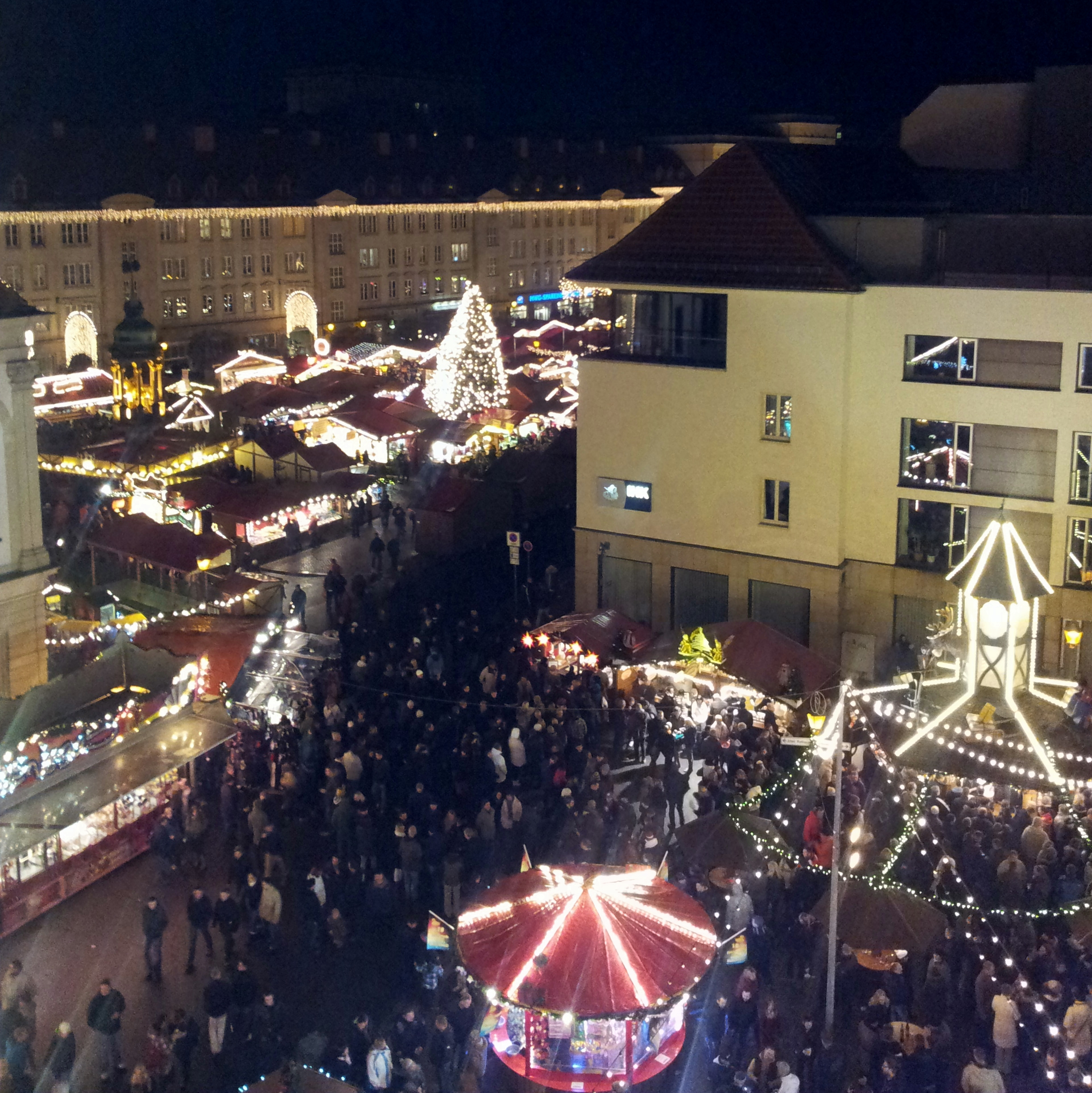
Alter Markt während des Weihnachtsmarktes vom Riesenrad aus

Der Alte Markt wird vom Magdeburg Wochenmarkt genutzt, sowie vom jährlich statt findenden Magdeburger Weihnachtsmarkt. Darüber hinaus ist er Veranstaltungsort für Volksfeste aber auch Demonstrationen. Außerdem werden im Fall sportlicher Meisterfeiern hier die sich auf dem Rathausbalkon präsentierenden Mannschaften gefeiert.

## Marktsagen

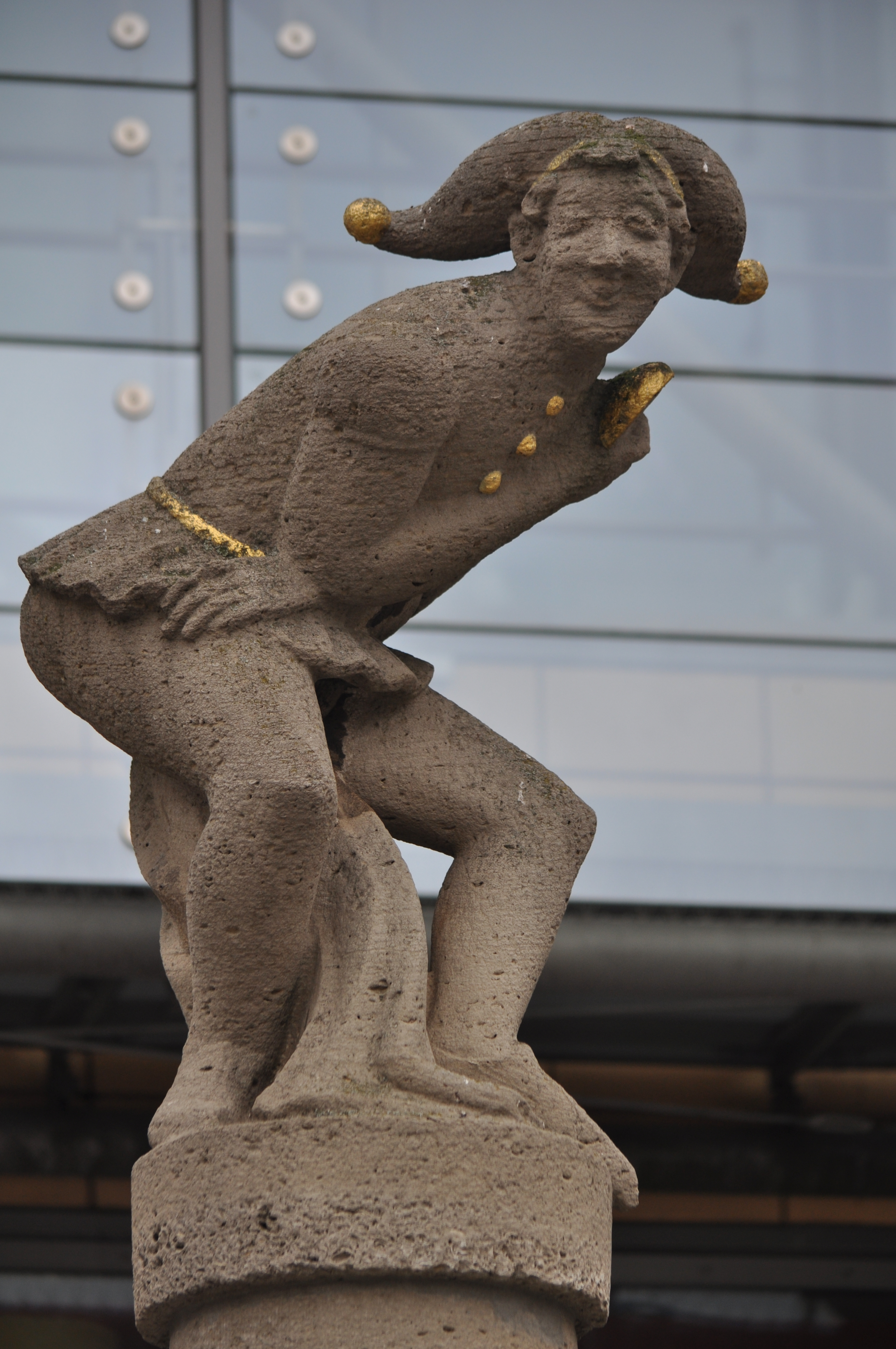
Eulenspiegelfigur auf dem Eulenspiegelbrunnen

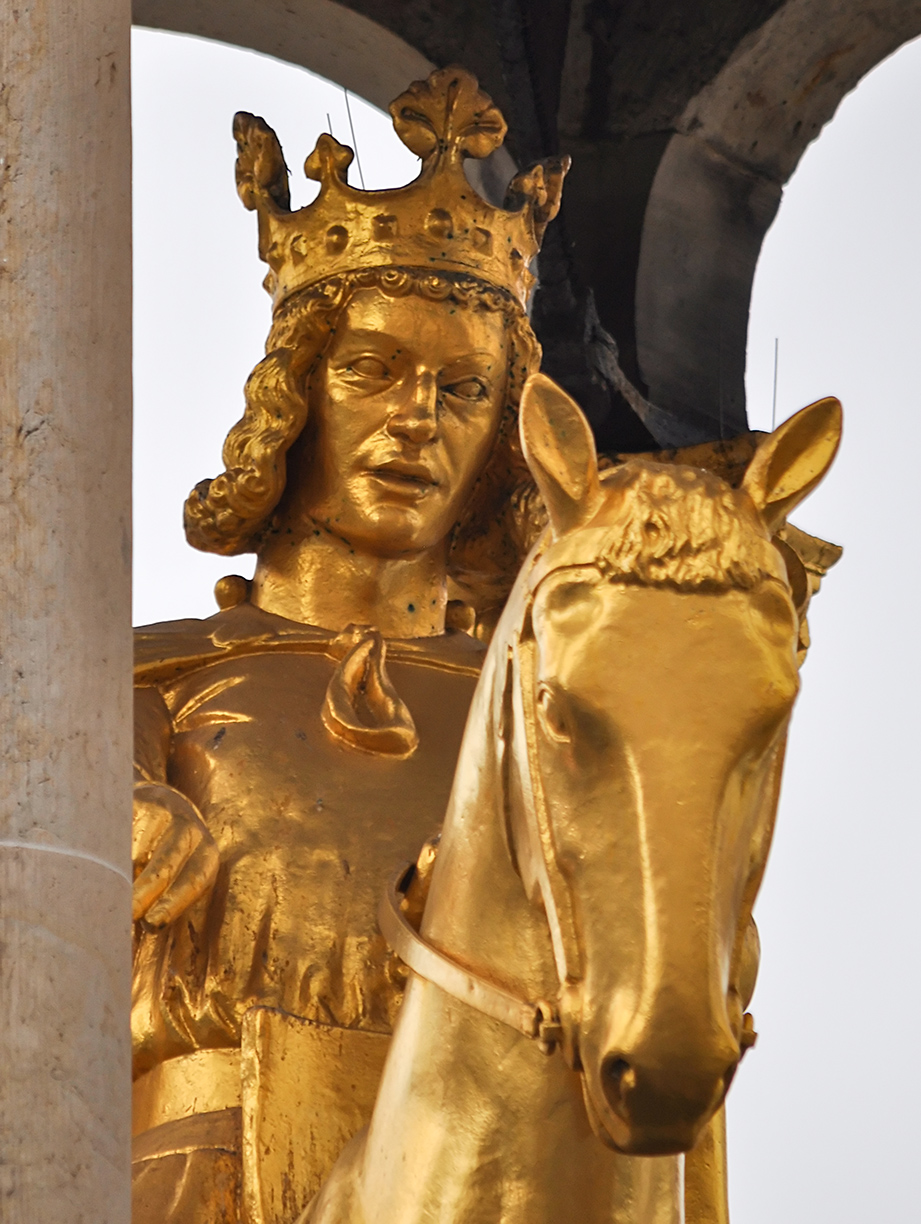
Magdeburger Reiter

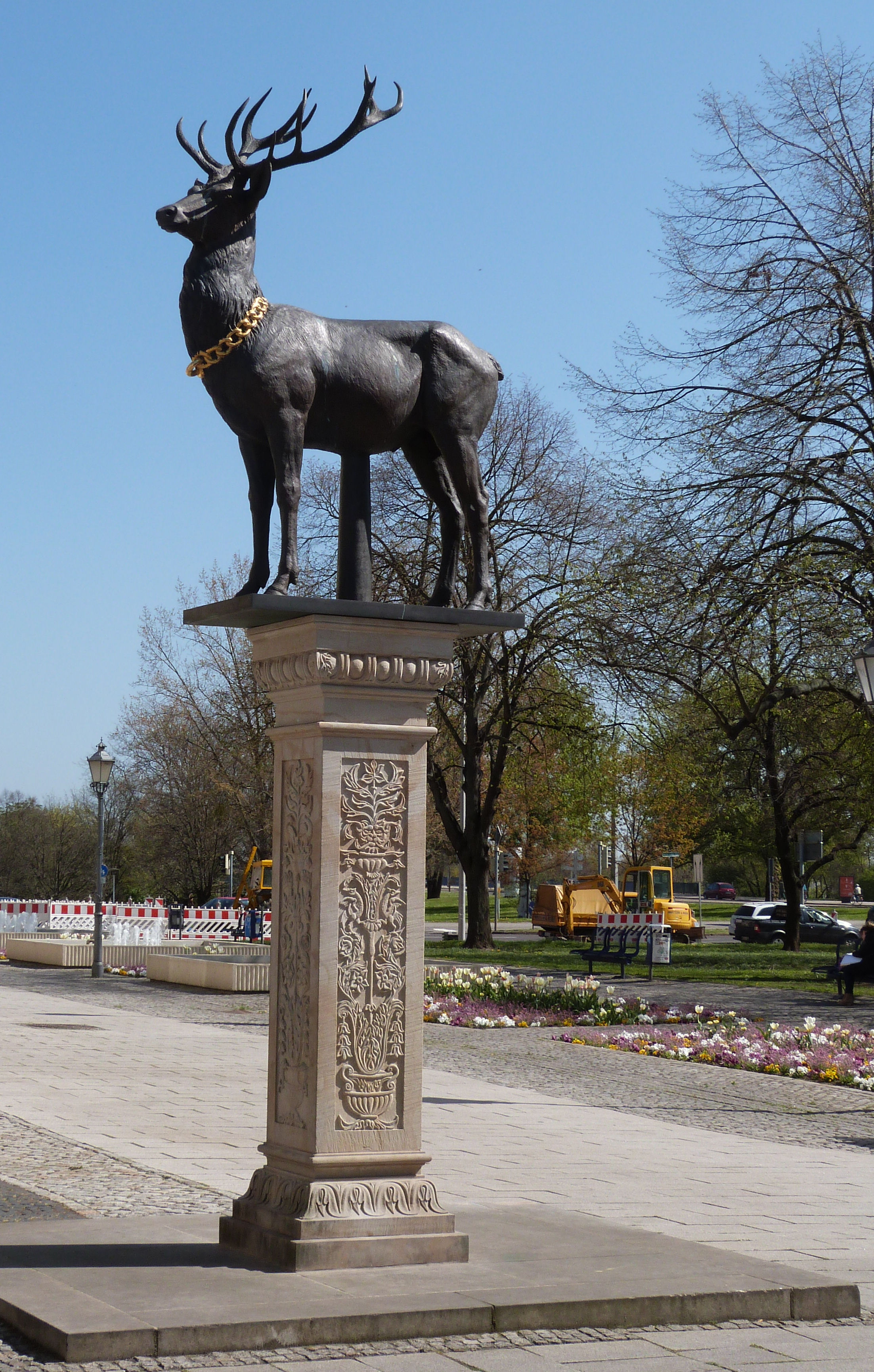
Hirschsäule

Mit dem Alten Markt sind mehrere Sagen verbunden.
- Das brennende Licht am Kak und die Saugasse

Der bekanntlich tatsächlich 1325 unter dem Rathaus Magdeburg im heutigen Ratskeller gefangene Erzbischof Burchard III. habe versucht, einen seiner Wächter mit einem Schatz zu bestechen, damit er ihn frei ließe. Andere Wächter hätten dann jedoch Burchard III. auf der Flucht erschlagen. Der Bestochene hatte den Schatz am Kak genannten Pranger auf dem Alten Markt versteckt. Noch vor seinem Tode habe der Erzbischof den Schatz jedoch gebannt. Nur der Teufel in Gestalt eines Schweins könne ihn heben. Die Stelle des Schatzes würde hin und wieder durch eine Flamme angedeutet. Eines Nachts hörte die Witwe Magdalene Schartau die Stimme ihres verstorbenen Mannes, der im Jenseits von dem Schatz erfahren habe und ihr davon berichtete. Der Schatz sei nun jemanden aus ihrer Familie zugedacht. Er warnte jedoch davor sich nicht mit dem Bösen einzulassen. Die Witwe heirate neu. Ihr neuer Ehemann, der Müller Jonas Kuppel, hatte es jedoch auf den Schatz abgesehen. Er zwang seine Frau mit ihm Nachts auf den Alten Markt zu gehen, wo sie tatsächlich um Mitternacht ein Licht flackern sahen. Als er anfing dort zu graben, hörten sie ein unheimliches Grunzen. Dann erschien ein ungeheures Schwein, dass die Erde aufwühlte. Magdalene ergriff eine große Furcht, so dass sie Jesus Christus anrief, worauf das Licht erlosch und das Schwein grunzend davon lief. Ihr Mann schlug, vor Wut über den so verlorenen Schatz, sie mit einer Schaufel nieder. Als die Wächter des Rats sie am nächsten Morgen fanden, lag neben ihr tot ihr Ehemann. Er sah aus wie von wilden Tieren zerfleischt. Die Wächter vermeinten das ferne Grunzen eines Schweins zu hören. Magdalene konnte noch die Geschichte erzählen, verstarb dann jedoch. Das Blut des Jonas Kuppel soll noch lange zu sehen gewesen sein, ohne das es jemand entfernen konnte. Noch des Öfteren sah man auch ein Schwein vom Markt in Richtung einer Gasse laufen, die man daher Saugasse nannte, ein alter Name der Schwertfegergasse. Noch immer soll man hin und wieder bläuliche Flammen dort sehen, wo einst der Kak stand.
- Die silbernen Läuse

Der Sage nach lebte der reiche Gewandschneider und Tuchhändler Klön mit seinen zwei Söhnen in einem schönen Haus am Alten Markt. Auf dem Sterbebett beauftragte er seinen Freund, den Bürgermeister Sültz, für seine Kinder zu sorgen, was Sültz gewissenhaft tat. Er verwaltete ihr Vermögen und sorgte für eine gute Ausbildung und Erziehung. Als sie volljährig waren übergab er ihnen das beträchtliche Vermögen. Die beiden fingen jedoch an verschwenderisch zu leben und das Geld durchzubringen. Als ihr alter Vormund sich in Sorge an sie wandte, machten sie sich über ihn lustig. Erzürnt rief er ihnen zu, dass, wenn sie weiter so machten, sie irgendwann die Läuse fräßen. Die beiden ließen sich daraufhin Kleidung anfertigen, die mit lauter kleinen Läusen aus Silber besetzt war, um so den Alten zu verspotten. Allerdings verarmten sie letztlich tatsächlich. Gläubiger übernahmen ihr Haus am Alten Markt. Letztendlich verstarben sie im Armenhaus der Jakobikirche, wo sie mit richtigen Läusen zu tun hatten.
- Die Elbjungfer

Der Sage nach soll eine Elbnixe regelmäßig den Markt besucht haben. Sie wird als wunderschön und mit blauem Kleid mit schilfgrünem Mieder gekleidet beschrieben. Ihr Kleid wäre immer eine Handbreit nass gewesen. Sie erschien immer allein, kaufte Brot, Fleisch und Obst, legte alles in einen Korb und ging dann wieder aus dem Stadttor hinaus. Eines Tages folgte ihr ein junger Mann und fragte, ob er sie begleiten dürfte. Sie verneinte und gab sich als Nixe zu erkennen, die am Grund der Elbe mit ihrem Vater und ihren Brüdern lebe. Letztlich bat der junge Mann um ihre Hand und erklärte sich bereit mit ihr in der Elbe zu leben. Das rührte die Nixe so, dass sie versprach ihren Vater zu fragen. Er soll am Ufer warten, wenn sie ins Wasser steige. Würde ein Teller mit einem Apfel erscheinen, so könne er ihr nachfolgen. Würde sich das blutrot färben, dann hätten sie ihre Brüder wegen des ungeheuren Ansinnens umgebracht. Kurz nachdem sie in die Elbe stieg, wollte das Wasser rot auf. Seitdem wurde sie nicht mehr auf dem Markt gesehen.
- Till Eulenspiegel in Magdeburg

Als Till Eulenspiegel in Magdeburg weilte, ließ er bekannt machen, dass er vom Säulengang des Rathauses fliegen würde. Eine große Menschenansammlung versammelte sich daher zum angegebenen Zeitpunkt auf dem Platz. Eulenspiegel kletterte tatsächlich hinauf und fing an mit den Armen flügelschlagende Bewegungen zu machen. Dann brach er jedoch lachen ab und sagte, er hätte gedacht, dass es keine größere Narren als ihn gebe und nun sehe er eine ganze Stadt voller Narren, die dächten, er könne fliegen wie ein Vogel. Er ging dann schnell weg. Die genarrten Leute fluchten zu Teil, zum Teil sagten sie aber auch, dass er zwar ein Narr sei, aber er letztlich ihnen doch die Wahrheit gesagt hätte. An diese Sage erinnert der Eulenspiegelbrunnen und die Darstellung des Eulenspiegels auf der Rückseite des Magdeburger Rolands.
- Der Magdeburger Reiter

In der Neujahrsnacht soll sich der Magdeburger Reiter während der zwölf Schläge der Johanniskirche einmal um seine Achse drehen. Eine andere Sage schildert, dass der Reiter um Mitternacht mit Pferd vom Sockel springt, um das Rathaus zur Johanniskirche, von dort über den Fürstenwall zum Magdeburger Dom und dann vom Domplatz über den Breiten Weg zurück zum Alten Markt reitet, wo er pünktlich um 1.00 Uhr nachts wieder auf seinen Sockel springt.
- Der Hirsch zu Magdeburg

Die auf dem Alten Markt stehende Hirschsäule geht der Sage nach auf einen Hirsch zurück, den Kaiser Karl der Große bei Magdeburg gefangen haben soll. Er soll ihn mit einem Halsband geschmückt haben, auf dem stand Lieber Jäger, laß mich leben, ich will dir mein Halsband geben. Der Hirsch soll dann wieder freigelassen worden sein. Fast 400 Jahre später, in der Regierungszeit von Kaiser Friedrich Barbarossa, sah man ihn dann wieder. Zur Erinnerung hieran sei die Säule entstanden.
- Die weiße Kutsche des heiligen Norbert

Der Sage nach ist als böses Zeichen vor großen Unglücken eine weiße Kutsche zu sehen, die auch über den Alten Markt fährt. Die Sage geht auf den heilig gesprochenen Norbert von Xanten zurück, der 1134 im Kloster Unser Lieben Frauen beigesetzt worden war. 1626 wurden seine Gebeine, trotz Protest der inzwischen protestantischen Bürgerschaft Magdeburgs, zunächst heimlich in das Kloster Strahov in Prag überführt. Gerüchte in Magdeburg besagten allerdings, man habe nach Prag nicht die Gebeine Norberts, sondern die des Erzbischofs Heinrich I. gesandt. Noch bevor die Überführung erfolgte, sahen Menschen in Magdeburg jedoch einen merkwürdigen weißen Leichenzug, der vom Kloster aus über den Alten Markt bis zur Münzstraße führte. Auch in späterer Zeit wurde dieser Zug häufig in einer Walpurgisnacht vom 30. April auf den 1. Mai gesehen. Darauf erfolgten dann schlimme Ereignisse wie Pest, große Teuerung oder Krieg. So wurde der Zug auch 1631, vor der Zerstörung der Stadt und 1806 vor der französischen Besatzung gesehen. 1806 verfolgten ältere Bürger die Kutsche bis in die Münzstraße, wo sie jedoch vor deren Augen Schlag ein Uhr nachts verschwand.
- Blutende Steine und fallendes Feuer

In mehreren Sagen der Stadt Magdeburg wird über böse Vorzeichen berichtet, die vor der Zerstörung der 1631 warnten. Darunter auch Steine auf dem Alten Markt, die begonnen haben sollen zu bluten. Zu Michaelis 1629, dem 29. September, soll Feuer vom Himmel gefallen und dann auf dem Markt herumgelaufen sein. Es hätte sich dann als Schlange wieder zum Himmel emporgewunden und sei verschwunden.
- Der Gaukler in Magdeburg

Auf dem Alten Markt trat ein Gaukler auf, der ein kleines dressiertes Pferd vorführte. Am Ende seiner Vorstellung kündigte er an, wegen der Undankbarkeit der Welt gen Himmel auffahren zu wollen. Er war die Zügel des Pferdes in die Luft, welches sich dann zum Himmel erhob. Er ergriff das Pferd am Schweif, seine Frau fasste seine Hose und ihre Magd hängte sich an die Kleider der Ehefrau. Die Bevölkerung bestaunte das Wunder. Da kam ein Bürger vorbei und fragte, was los gewesen sei. Als man es ihm erklärte, berichtete er, dass er den Gaukler gerade in einer Gasse gesehen habe, wie er in eine Herberge einzog. Die Leute erkannten, dass das Wunder nur Gaukelei war und gingen wieder ihrer Wege.
- Die Sage vom Bärplatz

Ein junger Fleischergeselle hatte von seinem Meister den Auftrag bekommen, Abends noch ein Kalb zu seiner Schlächterei im Knochenhauerufer zu bringen. Als er das Kalb über den Alten Markt führte, legte es sich plötzlich genau unter dem Galgenplatz und war da nicht mehr fortzubewegen. Nach einer Weile des Wartens erschien ein Mann mit schwarzem Umhang. Er bat den Gesellen ihm bei einer Arbeit zu helfen, die er in dieser Vollmondnacht bis Mitternacht zu erledigen hatte. Zum Lohn wolle er ihm mit dem Kalb helfen. Der Geselle willigte ein. Der Mann gab ihm einen Spaten und fing an neben dem Galgen zu graben. Er wollte dort die Überreste eines zu Unrecht Gerichteten bergen und ihn auf den Johanniskirchhof in geweihte Erde umbetten. Als die Arbeit getan war, schickte der Mann den Gesellen zurück zu seinem Kalb und riet ihm dem Kalb zu folgen. Wo es sich hinlege, würde er sein Glück finden. Tatsächlich stand das Kalb sofort auf. Es rannte dann durch die Schuhbrücke, die Tischlerbrücke und die Goldschmiedebrücke, bis es sich an der Kreuzung vom Heiligegeiststraße, Regierungsstraße und heutiger Bärstraße hinlegte. Dort verwandelte sich das Kalb in einen Bären und grub wild viele mit Goldmünzen gefüllte Geldbeutel aus. Nach diesem Ereignis wurde der Gasthof Zum schwarzen Bären und auch der Bärplatz benannt.

## Hausnummerierung
Die Hausnummerierung beginnt an der südwestlichen Ecke und steigt dann entlang der Südseite bis zur 5 auf. Das Rathaus auf der Ostseite hat die Nummer 6. Die Nummern 7 bis 10 ziehen sich von Ost nach West entlang der Nordseite. Die Nummer 11 fehlt, während die Nummer 12 am südlichen Ende der Westseite liegt und die Nummerierung nach Norden bis zur 14 aufsteigt. Der Block an der Ecke zum Breiten Weg trägt die 15. Diese Nummerierung wurde erst nach dem Wiederaufbau eingeführt.
Die historische Nummerierung verlief ebenfalls beginnend im Südwesten entgegen dem Uhrzeigersinn, hatte jedoch aufgrund der kleinteiligeren Bebauung deutlich mehr Nummern. Nach der Nummer 2 mündete die Schuhbrücke ein, vor der Nummer 5 der Schwibbogen, zwischen 9 und 10 die Lödischehofstraße, zwischen 10 und 11 die Fettehennenstraße und nach der Nummer 14 die Hartstraße. Das Rathaus auf der Ostseite des Platzes hatte die Nummer 15. Auf der Nordseite folgte nach der Nummer 19 die Nadelöhrgasse, nach der 24 die Buttergasse und nach der 27 die Schwertfegerstraße. Die 31 war dann das nördliche Eckhaus zum Breiten Weg. Die Hausnummer 28, 32 und 33 bildeten einen Block im westlichen Teil des Platzes.

## Bebauung
Nachfolgend werden die Grundstücke des Alten Markts tabellarisch von der südwestlichen Ecke beginnend entgegen dem Uhrzeigersinn aufgeführt. Dabei werden sowohl die aktuellen Grundstücke als auch ggf. davon abweichende historische Grundstücke benannt. Soweit diese sich überschneiden sind sie ungefähr räumlich zugeordnet. Historische Grundstücksnummern sind dabei mit (alt) gekennzeichnet. Darüber hinaus werden Straßeneinmündungen eingeordnet. Nicht mehr bestehende Straßen sind mit (historisch) gekennzeichnet. Aktuelle Hausnummern sind fett hervorgehoben.
| Hausnummer             | Name                                                 | Bemerkungen | Bild                                         |
| ---------------------- | ---------------------------------------------------- | --- | -------------------------------------------- |
| Breiter Weg 53 (alt)   | Zum grünen Tiger                                     | siehe Hauptartikel | Zum grünen Tiger                             |
| 1                      |                                                      | Zwischen 1953 und 1957 als Teil des Komplexes Zentraler Platz errichtet. | 2024                                         |
| 2a (alt)               |                                                      | Zeitweise befanden sich auf dem Grundstück zwei Häuser. Aufgrund der erfolgten Verbreiterung des Zugangs zum Alten Markt liegt das Grundstück heute im Straßenbereich, nördlich vor dem heutigen Haus Alter Markt 1. Die Wohl in der Folge der Zerstörung Magdeburgs im Jahr 1631 als Brandstätten bezeichneten Häuser wurde 1639 für 537 Taler von Johannes und Dorothee Dhuis als Erben von Wilhelm Dhuis an den Seidenkramer Adam Schröder senior verkauft. Schröder errichtete in der Zeit bis 1651 ein großes und ein kleines Haus, die 1659 dann bereits seinen Erben gehören. 1661 und 1670 wurde Adam Schröder junior als Eigentümer geführt, 1672 seine Erben. Von denen erwarb das Grundstück 1675 der Schiffer Dirks, der beide Häuser 1678 für 1550 Taler an den Handelsmann Peter Pöckel verkaufte, der zuletzt 1692 erwähnt wurde. 1697 gehörte das Grundstück seinen Erben, die beide Häuser 1703 für 2150 Taler an den Kaufmann Valentin Häseler verkauften. 1712 erwarb es von ihm Kaufmann Johann Drehne für denselben Preis. Drehne blieb bis nach 1720 Eigentümer. |                                              |
| 2b (alt)               | Zum weißen Lämmchen                                  | Das Haus lag in einer Ecke östlich von 2a und nördlich der Nummer 3. Die Erben von Joachim Lembke veräußerten die Brandstätte 1634 an Hieronymus Krummhauer, der sie noch im gleichen Jahr im Tausch gegen die Brandstätte Brücktor 6 an den Rat abtrat. Der Rat beseitigte die Reste und verbreiterte die Durchfahrt zwischen Altem Markt und Breitem Weg. |                                              |
|                        | Einmündung der Schuhbrücke (historisch)              | |                                              |
| 3 (alt)                |                                                      | Bis 1631 reichte das Grundstück weit in den Alten Markt hinein. Später wurde es zurückgesetzt, und so die Fluchtlinie begradigt. Im Jahr 1631 gehörte das Haus der Witwe von Peter Dhuis. 1632 sprach das Gericht die Kramstelle den Gläubigern zu, wogegen Frau Dhuis jedoch vorging. Tatsächlich gehörte das Grundstück 1649 ihrem Erben Joachim Denker. 1652/1653 wohnte hier Joachim Bruno. 1683 war die Stelle wüst und gehörte der Witwe des Schusters Franz Schütze. Im Jahr 1690 errichtete der Schuster Gottfried Schubert hier ein neues Haus. 1720 erwarb es Michael Schubert für 750 Taler von Gottfried Schuberts Witwe. |                                              |
| 4 (alt)                | Zum goldenen oder roten Adler                        | Wie das benachbarte Grundstück Nummer 3 wurde auch die Fluchtlinie dieses Hauses zurückgenommen, um eine Verbreiterung der Verkehrsfläche zu erreichen. 1651 und 1661 gehörte das zumindest 1661 wüste Grundstück Johann Lindemann. Im Jahr 1683 war das Grundstück wieder mit einem Haus bebaut. Es gehörte der Witwe des Schusters Franz Schütze, der auch das benachbarte Grundstück Nummer 3 gehörte. Sie verkaufte das Haus 1685 an den Handelsmann Peter Pöckel, der es 1686 für 200 Taler an den Schuster Christian Blancke veräußerte. Von ihm erwarb es 1704 für 720 Taler der Schuster Christian Schubert. |                                              |
| Schwibbogen 7 (alt)    | Zum güldenen Hammer                                  | siehe Hauptartikel |                                              |
| 1a                     |                                                      | Zwischen 1953 und 1957 als Teil des Komplexes Zentraler Platz errichtet. | 2024                                         |
|                        | Einmündung des Schwibbogens (historisch)             | | 2024                                         |
| 5 (alt)                | Magdeburger Börse                                    | siehe Hauptartikel |                                              |
| 2                      |                                                      | Als Teil des Häuserblocks Alter Markt 2–5, Hartstraße 2, 3 in den Jahren 1954/1955 errichtet. | 2024                                         |
| 6 (alt)                |                                                      | In der Zeit vor 1641 errichtete der Perlenhefter Georg Schweinitz auf dem Grundstück ein Haus. Seine Witwe heiratete Gotthard Bauer, der das Gebäude 1646 für 500 Taler an den Bortenmacher Christoph Kirchhof. Kirchhofs Witwe heiratete Matthias Gramschütz, der von 1668 bis zu seinem Tod 1679 als Eigentümer geführt wurde. In einer dritten Ehe wurde sie dann Ehefrau des Posamentierers Daniel Dietze. Seine Erben veräußerten das Haus an den Kannengießer Jakob Berens für 637 Taler. Die Witwe Berens heiratete ebenfalls neu und zwar den Zinngießer Manta Jakob Dieß (auch Thieß), der bis 1717 Eigentümer blieb. 1857 wurde das Gebäude zur benachbarten Magdeburger Börse für 11.000 Taler Geld hinzu erworben und in der Zeit bis 1866 für 2223 Taler Gold und 3 Groschen Silber instand gesetzt. |                                              |
| 7 (alt)                |                                                      | Im Jahr 1634 erwarb der Schneider Christian Baumgarten das Grundstück von der Witwe des Diakonus Nikolaus Pormann für 125 Taler. 1635 wurde das Haus, wohl nach der Zerstörung der Stadt von 1631, neu errichtet. Dabei wurde die Fluchtlinie um zwei Ellen zurückgenommen. Baumgarten wurde zuletzt 1662 erwähnt. 1680 war sein Schwiegersohn, der Kürschner Johann Becker Eigentümer. Bereits 1683 wurde jedoch seine Witwe als Eigentümerin geführt. 1686 war der Kürschner Konrad Müller Eigentümer. Er blieb es bis 1724. |                                              |
| 8 (alt)                |                                                      | 1631 gehörte das Haus Johann Apenburg. Auf ihn folgte Levin Apenburg senior, der in der Zeit bis 1634 das Grundstück neu bebaute. 1635 war bereits seine Witwe Eigentümerin, 1638 und 1653 wurde Levin Apenburg junior als Eigentümer geführt. Im Jahr 1683 gehörte es den Erben des Klempners Daniel Paserins, die wohl mit Levin Apenburgs Erben identisch waren. Die Erben veräußerten das Haus 1684 an den Kammmacher Christian Volkmann, der es 1687 für 414 Taler an den Nadler Hans Christoph Hutschenreiter weiterverkaufte. Er wurde zuletzt 1699 erwähnt. Auf ihn folgte Johann Joachim Hutschenreiter. Nach der Zerstörung fanden archäologische Untersuchungen statt. Dabei wurden an der Grenze zum benachbarten Grundstück Nummer 9 Reste von mit Wellen verzierten Standbodengefäßen gefunden. Darüber hinaus fand man Reste von slawischen Standbodengefäßen aus der Zeit zwischen 1000 und 1200. |                                              |
| 3                      |                                                      | Als Teil des Häuserblocks Alter Markt 2–5, Hartstraße 2, 3 in den Jahren 1954/1955 errichtet. | Alter Markt 3, 2024                          |
| 9 (alt)                |                                                      | Bis 1631 standen auf dem Grundstück zwei Häuser. Die Fläche des vorderen Gebäudes wurde später Teil der Fläche des Alten Markts. Eines der Gebäude gehörte Markus Spiegel, der jedoch 1625 verstarb. Seine Witwe heiratete 1626 Hans Nixener. Nach dem Tod seiner Ehefrau heiratete Nixener erneut, verstarb dann jedoch. Seine Witwe heiratete in der Zeit bis 1631 Johann Apenburg. Apenburgs Erben verkauften das Grundstück 1637 für 100 Taler an den Hutstaffierer Mathias Müller, der es in der Zeit bis 1647 wieder bebaute. Das andere kleine Haus kaufte Müller im Jahr 1645 für 85 Taler von der Witwe von Melchior Mehrhof hinzu. Müller führte die beiden Grundstücke zusammen. Er wurde zuletzt 1662 erwähnt. 1679 gehörte das Grundstück seinen Erben, die auch noch 1683 Eigentümer waren. Auf sie folgte der Hutstaffierer Christian Müller. 1685 wurde das Haus vom Handelsmann Johann Müller für 560 Taler an den Seidenkramer Friedrich Schirmer. Seine Witwe verkaufte 1723 an Jean Vieux. |                                              |
|                        | Einmündung der Lödischehofstraße (historisch)        | |                                              |
| 10 (alt)               |                                                      | Auf dem Grundstück befanden sich bis 1631 drei Häuser, wobei sich das Grundstück deutlich weiter in den Alten Markt hinein erstreckte. Das ganz vorne stehende hatte eine Grundfläche von 9 mal 4,5 Ellen. 1639 erwarb es der Rat von Sixtus Kram und gliederte die Fläche in das Gebiet des Marktes ein. Auch die beiden hinteren Grundstücke wurden der Fluchtlinie angepasst und die verbleibende Fläche als ein Grundstück geführt. Hinzu kam die Hälfte eines weiteren, zwischen Alter Markt 10 und Lödischehofstraße 13 gelegenen, Grundstücks, das Mathias Knüppel gehörte. Eigentümer eines der hinteren Grundstücke war 1631 der Schneider Andreas Sachse (falsch auch als Andreas Schosse bezeichnet). Von ihm erbte es Johann Sachse, der es 1639 an den Rat verkaufte. Die vordere Hälfte wurde Teil des Markts, die hintere ging an den Materialisten Johann Bartels, als Ersatz für die von ihm an die Stadt abgetretene Vorderhälfte seines Grundstücks. Eigentümer des anderen hinterlegenden Gebäudes war 1631 der Kramer Melchior Richter senior, der es an Johann Bartels vermietet hatte, der später Besitzer wurde. Richter senior verstarb 1637 und wurde von Melchior Richter junior beerbt. Sein Vormund war der Leipziger Buchhändler Samuel Scheibe, der sich 1637 an den Rat wandte und auf die Armut seines Mündels verwies. Er bat darum darauf zu achten, dass niemand unberechtigt die Stelle bebaut. Er hoffte, dass der gebrechliche Junge mit der Zeit Mittel finde, das Grundstück selbst zu bebauen. Tatsächlich erfüllte sich die Befürchtung des Vormunds. Noch 1637 bebaute Johann Bartels das Grundstück neu. Seine Witwe veräußerte das Haus 1639 für 200 Taler an den Fleischer Heinrich Krüger. Auch der Rat übersah die Rechtswidrigkeit und hatte noch 1639 mit Bartels einen Tauschvertrag. Letztlich wurde der Verkauf jedoch später für unwirksam erklärt und Melchior Richter junior wieder Eigentümer. 1652 verkaufte er, inzwischen Jurastudent, das Haus für 225 Taler an den Seidenkramer Arnd Köpke. Von ihm erwarb es 1658 für 350 Taler der Seidenkramer Joachim Dreyer. Dreyer vermietete einen im Haus eingerichteten Seifenladen ab 1667 für 30 Taler jährlich an Martin Nohr. Dreyer wurde zuletzt 1672 erwähnt. Im Jahr 1681 war der Seidenkramer David Müller Eigentümer, 1683 dann bereits seine Erben. Von diesen erwarb es 1687 der Handelsmann Jakob Giese für 800 Taler, der es 1716 für 1750 Taler an Gottfried Welcker veräußerte, der bis 1737 Eigentümer blieb. |                                              |
|                        | Einmündung der Fettehennenstraße (historisch)        | |                                              |
| 4                      |                                                      | Als Teil des Häuserblocks Alter Markt 2–5, Hartstraße 2, 3 in den Jahren 1954/1955 errichtet. | Alter Markt 4, 2024                          |
| 11 (alt)               | Zum goldenen Greif                                   | siehe Hauptartikel |                                              |
| 12 (alt)               | Freihaus                                             | Ab 1525 diente das Haus als erzstiftische Münze, die sich zuvor in einem Haus auf dem Alten Markt befunden hatte. Das Gebäude unterstand seit dem, anders als die anderen Häuser der Umgebung, der Gerichtsbarkeit der Möllenvogtei. Es hatte daher auch keine Haussteuer an den Rat zu zahlen, woraus sich der Name Freihaus ergab. Noch in den 1930er Jahren befand sich die Inschrift FREŸHAUS am Gebäude. Zunächst wurden dann hier von 1525 bis 1543 für den Erzbischof Münzen geprägt. Möglicherweise war dies auch 1554 der Fall. Von 1572 bis 1582 war die Münze ebenfalls wieder in Betrieb. Ab dann wurden die Stiftsmünzen in Halle (Saale) hergestellt. Die alte Münze wurde vermietet bzw. als Pfründe vergeben. In der Zeit vor 1629 vergab der Administrator Christian Wilhelm von Brandenburg das Haus auf Lebenszeit an den Arzt Dr. Andreas Singer (auch Senger) und seine Ehefrau. Singer baute das Haus aus und richtete eine wertvolle Bibliothek ein. Bei der Zerstörung Magdeburgs wurde das Haus und die Bibliothek jedoch zerstört, Singer selbst konnte sich retten. 1634 hatte er die Absicht das Gebäude wieder aufzubauen, der Plan wurde jedoch nicht umgesetzt. Bis 1650 blieb die Fläche als Brandstätte bestehen. Der Möllenvogt gab dann dem Stadtarzt Dr. David Heimbürger die Erlaubnis, hier ein neues Haus zu bauen, in dem er kostenfrei wohnen durfte. Der Neubau dauerte auch im Jahr 1651 an. Heimbürger verstarb 1663. In der Folgezeit wohnten Privatpersonen im Haus, die einen Bezug zum Stift hatten. Von 1681 bis zu seinem Tod lebte der Münzmeister Johann Ehlers im Haus, nach ihm noch seine Witwe. Sie wurde zuletzt 1701 erwähnt. Auf sie folgte der Prediger Magister Christian Hesse, auf ihn der Arzt Dr. Engelbrecht Andreas Otto. Otto baute auf dem Grundstück ein neues Haus. 1711 folgte als neue Nutzerin die Witwe des Dompropsteiamtmanns Johann Otto Meyer. Sie löste die von Otto aufgebrachten Baukosten ab und ist auch noch 1719 als Nutzerin belegt. In der Zeit um 1823 gehörte das Haus dem Unternehmen Schütze & Comp., das eine Waren-, Kommissions- und Speditionshandlung betrieb und vor allem mit russischen Waren handelte. In der Zeit bis 1945 gehörte das Gaus der Magdeburger Lebens-Versicherungsanstalt. Als Mieter betrieb der Gastwirt C. Kaiser das Schnellimbissrestaurant Römer-Automat. |                                              |
| 5                      |                                                      | Als Teil des Häuserblocks Alter Markt 2–5, Hartstraße 2, 3 in den Jahren 1954/1955 errichtet. | 2024                                         |
| 13 (alt)               | Zur Königsburg                                       | siehe Hauptartikel | um 1870                                      |
| 14 (alt)               | Innungshaus der Gewandschneider                      | siehe Hauptartikel |                                              |
|                        | Einmündung der Hartstraße                            | | 2024                                         |
|                        | Einmündung der Johannisbergstraße                    | | 2024                                         |
| ohne Nummer            | Hirschsäule                                          | siehe Hauptartikel | 2017                                         |
| 6 (alt 15)             | Altes Rathaus                                        | siehe Hauptartikel | 2017                                         |
| 15a (alt)              | Kürschner Schrank                                    | Beim Kürschner Schrank handelte es sich um das Innungshaus der Kürschner, der sich unmittelbar an das Rathaus anschloss und in etwa den südöstlichen Teil des heutigen Rathausgrundstückes einnahm. Er bestand aus zwei Teilen, einem nördlichen und einem südlichen, wobei sich der südliche entlang der Johannisbergstraße erstreckte. Zwischen den beiden Flügeln befand sich der Becherhof, später auch als der Trödel bezeichnet. Der Schrank soll seit unvordenklichen Zeiten der Kürschnerinnung gehört haben. Oben befand sich das Beratungszimmer für die Morgensprachen und das Kneipzimmer. Im unteren Geschoss befand sich der Schrank, also die Läden der Kürschner. Nach der Zerstörung Magdeburgs im Jahr 1631 war der Schrank bis 1652 wieder hergerichtet. Unterhalb der Läden befand sich ein Tuchladen, der 1645 Moritz und Stephan Lentke gehörte. Stephan Lentke verkaufte den Laden 1661 für 75 Taler an den Gewandschneider Hans Thiemann. Der Vertrag wurde jedoch erst 1679 schriftlich fixiert. Thiemann verlegte den Laden später in sein Haus Breiter Weg 177. Schon 1652/1653 wohnte der Wirt des Schranks vor Ort. Für 1694 ist der Bier- und Weinschenk Anton Brehmer belegt. Bis zur Auflösung der Innungen blieb der Schrank im Eigentum der Kürschnerinnung. 1811 erwarb ihn der Brauer Kühne, auf ihn folgte der Magistrat, der den Bereich letztlich in das Rathaus eingliederte. |                                              |
| ohne Nummer            | Magdeburger Reiter                                   | siehe Hauptartikel |                                              |
| ohne Nummer            | Magdeburger Roland                                   | siehe Hauptartikel | 2024                                         |
|                        | Einmündung Bei der Hauptwache                        | | 2024                                         |
| 7                      |                                                      | | 2024                                         |
| 16 (alt)               | Marktrichterei                                       | Bei dem Grundstück handelt es sich vermutlich um den ältesten Sitz der Schöppenkammer. Vor dem Haus befand sich auch der ursprüngliche Standort des Rolands. 1293 nutzte der Rat ersatzweise dieses Haus, da das Rathaus abgebrannt war. Allerdings weigerte sich der Rat nach Fertigstellung des Rathauses, dass Gebäude wieder herauszugeben. Letztlich verlegte die Schöppenkammer ihren Sitz in die Johannisbergstraße 1, während die Stadt in dem Haus das Marktgericht unterbrachte. Im Jahr 1631 wohnte der Marktmeister Johann Löder im Haus. Die Funktion als Marktrichterei mit Dienstwohnung des Marktrichters, wie die Marktmeister dann hießen, blieb bis 1807 hier bestehen. Nach Ende der französischen Besatzung erfolgte die Umwandlung von Stadt- und Marktgericht zum preußischen Amtsgericht. Das Gebäude selbst wurde, wie auch andere Gebäude, 1729 vom Rat verkauft. Die Marktrichterei erwarb der Knopfmacher Simon Pierre Roy für 1000 Taler. Das Gebäude richtete nur seine schmale Seite zum Alten Markt, die Längsseite wies zum Platz Bei der Hauptwache. Auch das nördlich angrenzende Grundstück, Bei der Hauptwache 10, gehörte mit zur Marktrichterei. | vor 1890                                     |
| 17 (alt)               |                                                      | 1631 gehörte das Haus dem Kaufmann Johann Gerstorf (auch Garsdorf). Er bebaute das Grundstück in der Zeit vor 1651 neu und verstarb 1666. 1667 war seine Witwe Eigentümerin. 1679 und 1689 wurde der Marschhändler Georg Brössel als Eigentümer geführt. Er war wohl einer der Erben. Seine Erben veräußerten das Gebäude 1696 für 1600 Taler an seine Witwe, eine geborene Alemann. Vermutlich heiratete sie neu und verwitwete wieder. Zumindest gehört das Haus 1717 der Witwe von Gerhard Heuckenkamp, geborene Alemann. Zum Grundstück gehörte als Hinterhaus das Grundstück Katzensprung 5a. |                                              |
| 8 (alt: 18/19)         | Theater des Friedens                                 | Das Kino Deulig-Palast war im Zweiten Weltkrieg bei Bombenangriffen nur zum Teil zerstört worden. Am 20. Januar 1949 erwarb die Industrie- und Handelskammer das Haus von der auf dem Werder lebenden Frau G. Mest. Das Haus wurde dann instand gesetzt. Am 23. November 1949 wurde der erste Bauabschnitt mit 35 Büros sowie einem Sitzungssaal abgeschlossen. Nach zwei weiteren Bauabschnitten wurde das Haus am 1. Mai 1951 übergeben. Allerdings war die Kammer verpflichtet an andere Stellen zu vermieten. So zog die Bezirksstelle der Kammer für Außenhandel der DDR, die Redaktion der MZ am Wochenende und die Kreisfilmstelle mit in das Haus. Die Kreisfilmstelle nutzte auch den Kinosaal, der als Theater des Friedens betrieben wurde. Nach der Wiedergründung der Kammer am 12. April 1990 wurde das Haus von April 1991 bis Ende 1992 umgebaut. Anschließend erfolgte der Umbau des Nordteils am Katzensprung zum Aus- und Weiterbildungszentrum, der am 2. Mai 1993 abgeschlossen war. Das Theater des Friedens wurde anschließend zu einem Tagungszentrum umgebaut. Der Komplex wurde am 5. April 1994 eingeweiht. Vor dem Haus befindet sich der Rolandstein. | 1990 · 2024                                  |
| 18 (alt) heute: 8      |                                                      | 1631 und 1651 wurde Mathias Hellwig als Eigentümer geführt. Zum Grundstück gehörte auch die benachbarte Nummer 19. 1667 veräußerten seine Erben Wohnung und Brandstätte für 950 Taler an zwei Miterben, Materialist Esaias Tietsch und den Seidenkramer Mathias Schrader. Die beiden errichteten bis 1683 zwei Häuser und teilten sie dann unter sich auf. Die Nummer 18 wurde ab 1683 vom Materialist Simon Henning bewohnt. Er war entweder ein Miterbe von Tietsch oder sein Mieter. Die Erben von Tietsch veräußerten das Gebäude im Jahr 1689 für 800 Taler an den Feuermauerkehrer Asmus Dose. Dose verstarb 1696. Neuer Eigentümer wurde der Nagelschmied Hans Rustenbeck, der zuletzt 1705 erwähnt wurde. 1717 gehörte das Haus dem Buchführer Joachim Woltersdorf, von dem es 1718 der Brauer Jakob Eulenstedt für 3810 Taler erwarb. Eulenstedt verkaufte 1727 für 4500 Taler an Johann Markus Leckeny. |                                              |
| ohne Nummer            | Rolandstein                                          | siehe Hauptartikel | Rolandstein, 2024                            |
| 19 (alt) heute: 8      |                                                      | Das Haus wurde bekannt, da die sich hier bei der Zerstörung der Stadt im Jahr 1631 auch in diesem Haus stattfindenden Plünderungsszenen vom Kapitän im Dienste der Pappenheimschen Truppen, Georg Ackermann, aufgezeichnet und später veröffentlicht wurden. Ackermann beschreibt, wie sie als etwa sechs Soldaten nahe beim Roland in ein gewölbtes, steinernes Haus eindringen und zunächst einen Gewürzladen betreten. Mit einer Axt versuchte er eine Tür im Haus aufzuschlagen. Als die Tür aufsprang, schoss ein Bewohner, verletzte Ackermann durch einen Streifschuss und traf einen weiteren Angreifer, der zu Boden ging. Der Bewohner lief dann eine Wendeltreppe hinauf und schlug eine eiserne Tür hinter sich zu. Ackermann suchte im Erdgeschoss nach Beute. Sie fanden einen Ladenbediensteten, der um sein Leben flehend bereit war, versteckte Wertsachen zu zeigen. Er führte sie zu einem Bettkasten, aus dem ein eiserner Kasten gezogen wurde. Weitere Plünderer waren ins Haus eingedrungen. Man zog den Kasten über den Hof zur Badstube. Von oben schoss der Bewohner, wohl ein ehemaliger Fähnrich erneut und traf einen am Kasten. Mühsam wurde versucht den Kasten zu öffnen, bis man letztlich ein kleines Loch geschaffen hatte, wodurch man hineingreifen und jeweils etwas herausziehen konnte. Ackermann nahm Gold und Silber sowie eine goldene Kette. Dann verließ er das Haus. Bis 1683 gehörte das Grundstück den gleichen Eigentümern wie die benachbarte Nummer 18 (siehe dort). 1682 besaß die Nummer 19 Mathias Schrader, 1683 wurde dann bereits seine Witwe geführt, die auch noch 1689 Eigentümerin war. Ihre Erben veräußerten das Haus für 2000 Taler im Jahr 1693 an den Hauptmann Johann Konrad Rettich. Schon 1694 erwarb es dann für denselben Preis Josias Maret, dem es auch noch 1697 gehörte. 1705 und 1718 war Gideon Sechehaye Eigentümer. |                                              |
|                        | Einmündung der Nadelöhrgasse (historisch)            | | Ehemalige Einmündung der Nadelöhrgasse, 2024 |
| 9, 10                  |                                                      | Das Wohn- und Geschäftshaus wurde in den 1950er Jahren errichtet. Am Gebäude wurden zwei denkmalgeschützte Hauszeichen angebracht. | 2024                                         |
| 20 (alt)               | Zum Wallfisch oder Zur Wallfischrippe                | Vermutlich entstand das Haus als Nachfolger für das 1539 nahe an der Nordseite des Rathauses abgerissene Haus Zum Wallfisch. 1631 gehörte es Martin Schoßler (auch Schößler). In der Zeit nach der Zerstörung der Stadt im Jahr 1631 veräußerte Andreas Fricke unberechtigt das Grundstück an den Seidenkramer Johann Schrader senior. Die Witwe von Schoßler ging gegen den unrechtmäßigen Verkauf vor. Tatsächlich erhielt sie 1657 vor Gericht recht. Die Rückauflassung des Grundstücks an sie erfolgte 1662. Sie verkaufte dann an die Witwe des bisherigen Bewohners Johann Schrader. Die Witwe Schrader bebaute dann das Grundstück neu und veräußerte das Haus 1667 für 700 Taler an den Seidenkramer Johann Schrader junior. Von ihm erwarb es 1691 der Handelsmann Johann Köppe für 1200 Taler, der es 1693 für 1250 Taler an den Ratsapotheker Konrad Schrecke, der 1701 verstarb. Er wurde vom Apotheker Konrad Julius Münster und dem Ratsapotheker Thomas Dietrich Oloff beerbt. Die beiden verglichen sich letztlich, so dass Oloff Eigentümer des Hauses wurde. Er verkaufte es 1729 an Christoph Daniel Niesche für 1900 Taler. |                                              |
| 21 (alt)               | Zum grauen Bart                                      | Im Jahr 1631 gehörte das Haus möglicherweise Balzer Loht. Wohl infolge der Zerstörung Magdeburgs 1631 wurde das Grundstück zur Brandstätte, die 1637 für 250 Taler von Hans Lüders an Nikolaus Zotenhauer veräußert wurde. Er bebaute das Grundstück in der Zeit bis 1640 neu. 1645 und auch noch 1653 wurde seine Witwe als Eigentümerin geführt. Von 1642 bis 1651 wohnte im Haus der Stadtarzt Dr. David Heimbürger. Später fiel das Haus an die städtische Kämmerei, die es 1669 für 600 Taler an den Barbier Christian Ziehe (auch Zeye) verkaufte. Seine Witwe war 1683 und auch noch 1694 Eigentümerin. In diesem Jahr erwarb der Handelsmann Christoph Schröder von ihr das Haus für 900 Taler. Schröder verstarb 1711. seine Kinder verkauften das Anwesen 1711 für 1820 Taler an Josias Mörder. |                                              |
| 22 (alt)               | Zum braunen Schilde; später Löwen-Apotheke           | siehe Hauptartikel | Löwen-Apotheke                               |
| 23 (alt)               | Zum Papagoyen; später Rats-Apotheke                  | Im Haus befand sich bis 1883 die Rats-Apotheke. Zur Geschichte bis dahin siehe Hauptartikel. 1929 erwarb die jüdische Familie Sender das Haus von einer Erbengemeinschaft. Sie zog dort auch ein und betrieb das Wäsche-Haus Elegant. Der Familienvater Eisig Sender eröffnete hier 1933 auch noch einen Möbelhandel. Haus und Geschäft wurden 1940 arisiert und so der Familie weggenommen, die ab da in einem Judenhaus in der Brandenburger Straße wohnen musste. Eisig und Freide Sender wurden 1942 in das Ghetto Theresienstadt und 1943 die das Vernichtungslager Auschwitz-Birkenau deportiert, wo sie ermordet wurden. Ihr 1910 Geborener Sohn Alfred wurde 1943 in das Auschwitz deportiert. Er wurde später für tot erklärt. Der Sohn Leo war in den 1930er Jahren bereits nach Mexiko und später in die USA geflohen und überlebte so. Für die Ermordeten wurden 2007 drei Stolpersteine verlegt. Im Haus lebte auch die jüdische Familie Steinhardt. Sie floh vor der nationalsozialistischen Gewaltherrschaft nach Polen und wurde dann in das Ghetto Brody verschleppt. Das weitere Schicksal ist unbekannt. Für Mordechai und Minna Steinhardt sowie ihre 1921 und 1923 geborenen Töchter Pepi und Susi wurden 2013 vier Stolpersteine verlegt. Das Gebäude wurde im Zweiten Weltkrieg zerstört. Der erhaltene dreischiffige Keller des Hauses wurde zur Beseitigung der auf dem Alten Markt lagernden Schuttmassen im Jahr 1946 gesprengt. | Rats-Apotheke, 1870                          |
| 24a (alt)              |                                                      | Das Eckhaus zur Buttergasse gehörte 1631 Hieronymus Herfurt (auch Erfurt), Stiftsherr zu St.-Peter-Paul in der Neustadt. 1640 veräußerten seine Erben die Stätte an den Gewürzhändler Stephan Pape, der im Keller wohnte. Er bebaute das Grundstück 1642 neu. Zuletzt wurde er 1669 erwähnt. Sein Schwiegersohn, der Seidenkramer David Schaf, war 1678 Eigentümer. Er verstarb 1715, worauf seine Witwe das Haus für 2500 Taler übernahm. | etwa zwischen 1850 und 1870                  |
| 24b (alt)              |                                                      | Das Grundstück gehörte mit zum Alten Markt 24, lag jedoch auf der Ostseite der Buttergasse. 1631 gehörte das Haus Balzer Sommerkamm, dann Hans Albrecht und schließlich dessen Sohn Jakob. Er veräußerte die Stätte im Jahr 1644 für 70 Taler an den Kaufmann Stephan Lüdecke. Von ihm erwarb es 1647 Stephan Pape für 75 Taler, der es mit seinem Grundstück Alter Markt 24a zusammenführte. |                                              |
| 24c (alt)              |                                                      | Das Grundstück gehörte mit zum Alten Markt 24, lag jedoch auf der Ostseite der Buttergasse. Im Jahr 1631 war Hans Albrecht Eigentümer, 1643 Jakob Albrecht. 1647 und 1651 wurde Burchard Dreyer als Eigentümer geführt. Später wurde es dann mit den Nummern 24a und b vereint. |                                              |
|                        | Einmündung der Buttergasse                           | | 2024                                         |
| 13, 14                 | Markthalle Magdeburg und Halle an der Buttergasse    | siehe Hauptartikel | Halle an der Buttergasse                     |
| 25 (alt)               | Zur Petersburg                                       | Das auch als Lohhof oder Lederhof bezeichnete Anwesen war ursprünglich das Innungshaus der Gerber- und Schusterinnung, seit 1689 nur noch der Lohgerberinnung. Zum Grundstück gehörten auch die nördlich angrenzenden Grundstücke Buttergasse 8 und zeitweise auch Buttergasse 4 bis 7. 1656 errichtete die Innung vor ihrem Lohhof eine Hütte. 1716 wird das Gebäude als neues Innungshaus bezeichnet. Es bestand auch ein Schankrecht. Im Jahr 1734 erwarb Johann Christian Schmidt das Haus für 3635 Taler von der Innung. Um 1817 betrieb Johann Andreas Jäkel ein Geschäft, in dem er russische Produkte verkaufte. In der Zeit um 1823 gehörte das Haus dem Kaufmann Johann Friedrich Grabow, der auch Vorsteher des Hospitals St. Annen war. Im Oktober 1897 erfolgte ein Umbau durch den Landrentmeister, als Eigentümer des Hauses. Dabei wurde das Haus aufgestockt. Die bis dahin an der Südostecke im ersten Obergeschoss angebrachte Figur des Heiligen Petrus, als Patron der Innung der Lohgerber, wurde zwischen zwei Fenster auf der Südseite im zweiten Obergeschoss umgesetzt. Dezember 1933 richtete Hermann Lorenz als Eigentümer hier die Kaiser-Otto-Drogerie mit vier großen Schaufenstern ein. Im Haus befand sich auch als Mieter H. Bake mit der Gaststätte Zum Fuchsbau. Die Familie Lorenz blieb bis 1944/1945 Eigentümer. Die Drogerie wurde jedoch bei einem Luftangriff am 28. September 1944 zum Teil zerstört. Die Drogerie wurde danach in die Große Diesdorfer Straße 90 verlegt. Beim Luftangriff vom 16. Januar 1945 wurde das Haus völlig zerstört. Noch bis 1944/1945 befand sich das Standbild des Heiligen Petrus am Haus. Nach der Zerstörung wurde die Figur nicht mehr aufgefunden. | etwa zwischen 1850 und 1870                  |
| 26 (alt)               | Fleischscharrn der Knochenhauerinnung alten Scharrns | Das Gebäude befand sich westlich der Nummer 25. Heute ist dieser Bereich mit von der Markthalle Magdeburg überbaut. Eine erste urkundliche Erwähnung erfolgte bereits 1264. Der Scharrn war dabei ein zwischen den späteren Grundstücken Alter Markt 25 und 27 hindurchführender Gang, der dann nach hinten in die Schwertfegerstraße mündete. Im Gang befanden sich die Stände der Fleischer. Zum Scharrn gehörte auch ein Haus, in dem 1651 der Koch Michel lebte. In der Zeit von 1631 bis 1641 wurde dieser alte Scharrn auch von den Knochenhauern des Neuen Scharrns mit genutzt, die dann ihren eigenen Scharrn in der Scharrnstraße am Breiten Weg einrichteten. 1686 richteten die Knochenhauer des alten Scharrns am Alten Markt 26 ihr Innungshaus ein, nachdem sie ihr bisheriges Innungshaus im Knochenhauerufer 73/74 veräußert hatten. Bis zur Auflösung der Innung im Jahr 1808 blieb das Innungshaus bestehen. Dann wurde das Eigentum der Innung durch die Regierung des Königreichs Westphalen an die Stadt Magdeburg übertragen. 1844 wurde der Scharrn verbaut. Noch in den 1930er Jahren war die Stelle des ehemaligen Scharrns durch einen Sprung in der Fluchtlinie bei den Häusern 26 und 27 zu erkennen. Am Haus befand sich zu diesem Zeitpunkt die Inschrift Erbaut von H. S. Germershausen i. J. 1844. Das Grundstück verfügte über ein mittelalterliches Tonnengewölbe. |                                              |
| 27 (alt)               |                                                      | Das Gebäude befand sich westlich der Nummer 26, derzeit dürfte sich dort etwa der Verlauf der heutigen Schwertfegergasse befinden. 1631 gehörte das Haus Klaus Balicke. Im Jahr 1639 lebte die Witwe von Hans Radebeul im damals erhaltenen Keller des Hauses. 1651 war der Böttcher Hans Doberitz Eigentümer des Kellers, in dem Johann Wildenheim wohnte. 1656 war dann die Witwe von Doberitz als Eigentümerin der Hausstätte verzeichnet. 1669 gehörte das Haus dem Seiler Hans Koch. Im Jahr 1696 veräußerte es seine Tochter, die Witwe des Schusters Andreas Grabau für 700 Taler an den Seiler Hans Christoph Koch, der bis 1756 Eigentümer blieb. Das Grundstück verfügte über ein mittelalterliches Tonnengewölbe. |                                              |
| 12                     |                                                      | | Alter Markt 12, 2024                         |
| 28 (alt) heute: 12     | Innungshaus der Schuster                             | siehe Hauptartikel | 1927 oder früher                             |
| ohne Nummer            | Eulenspiegelbrunnen                                  | siehe Hauptartikel | Eulenspiegelbrunnen, 2005                    |
| 32 (alt) heute: 12     |                                                      | Das Haus befand sich auf der Westseite des im westlichen Teil des Marktes stehenden Häuserblocks. Im Jahr 1631 gehörte es mitsamt einem darin befindlichen Kramladen dem Eisenhändler Christoph Müller. 1638 wurde als Eigentümer der Kramstätte der Kramer Michael Brehm geführt, der das Grundstück bis 1644 neu bebaute. Allerdings musste er das Gebäude bereits 1646 an die Kinder seines Gläubigers Friedrich Köpke in Braunschweig für 650 Taler abtreten. Das älteste der Kinder, Arnd Köpke, zog später nach Magdeburg. Der Laden wurde von den Erben für 18 Taler jährlich an die Witwe Brehm vermietet. 1651 gehörte das Haus dann Arnd Köpke, der hier 1657 und 1674 einen Seifenladen betrieb. Seine Erben veräußerten das Haus 1713 an den Nadler Johann Stegemann, von dem es 1727 die Schusterinnung für 460 Taler erwarb. In den 1930er Jahren war hier die mit Pelzbekleidung handelnde Firma Sternau ansässig. | Anzeige der Firma Sternau von 1931           |
| 33 (alt) heute: 12     |                                                      | Das Haus stand auf der Südseite des Blocks im westlichen Teil des Alten Markts. 1631 bestand das Haus aus drei Teilen, die alle der Schusterinnung gehörten. Einen der Läden besaß vor 1631 der Gewandschneider Moritz Westphal. Auf ihn folgte Andreas Schur. Schurs Erben veräußerten ihn 1638 an den Gewürzkrämer Samuel Witte. Ihm wurde 1644 vom Rat die Erlaubnis erteilt, auf der zweiten Stätte einen Kramladen einzurichten, wobei die Rechte der unbekannten Erben vorbehalten blieben. Zuvor hatte Witte bereits eine kleine hölzerne Krambude betrieben, die hinten hinaus stand. Die dritte Kramstätte gehörte Thomas Schur. Die Witwe von Johann Nüchtern erbte den Laden und veräußerte ihn 1657 für 100 Taler an Witte, der so alle drei Teile vereinigte. Er verkaufte 1674 für 250 Taler an den Gewandschneider Christian Witte, der im gleichen Jahr für 55 Taler das Gewandschnittrecht des Hauses Breiter Weg 62 erwarb und auf das Haus Alter Markt 33 übertrug. Der Wollhändler Samuel Witte war dann 1683 Eigentümer des Ladens. Die Schusterinnung verkaufte 1688 das Haus und den Laden für 200 Taler an den Gewandschneider Kaspar Deißner. Er blieb bis nach 1720 Eigentümer. |                                              |
|                        | Einmündung Schwertfegergasse                         | | 2024                                         |
| 15                     |                                                      | | Alter Markt 15, 2024                         |
| 29, 30 (alt) heute: 15 |                                                      | Das Grundstück bildete den südlichen Endpunkt der Westseite des Alten Markts und somit die südwestliche Ecke der Schwertfegerstraße. Hier befand sich lange eine Garküche, nach der der Ausgang des Alten Markts zum Breiten Weg lange als In der Garküche benannt war. Zunächst wurden die Grundstücke gesondert geführt. Die Nummer 29 gehörte 1631 Thiele Kreuzberg, 1642 dann seiner Witwe Gertrud. Sie war auch noch 1647 Eigentümerin, zu diesem Zeitpunkt war das Grundstück wieder mit einem Haus bebaut. Im Jahr 1651 war ihr Erbe Samuel Witte Eigentümer. Die Hausnummer 30 gehörte 1631 der Witwe von Moritz Horn, wobei zu diesem Zeitpunkt auch die westlich angrenzende Nummer 31 mit zum Grundstück gehörte. In der Zeit bis 1640 war Adam Horn senior Eigentümer, auf ihn folgte als Erbin die Witwe von Andreas Bakemönch, sodann die beiden Töchter. Eine der Töchter hatte den Bäcker Andreas Bandau geheiratet, die andere den Brauer Stephan Mollenhauer. Bei der Verbreiterung der Straße im Jahr 1642, war das Grundstück noch, wohl infolge der Zerstörung der Stadt im Jahr 1631, eine Brandstätte. Die Töchter verkauften im Zusammenhang mit der anstehenden Verbreiterung das Grundstück für 300 Taler an Samuel Witte und den Kaufmann Hans Bötticher, die die Fläche unter sich aufteilten. Witte übernahm die 30 und vereinigte sie mit der 29, während Bötticher die Nummer 31 erhielt. Das wieder mit einem Haus bebaute Grundstück gehörte 1678 und 1683 der Wollhändler Samuel Witte, wobei unklar ist, ob es sich um den bisherigen Eigentümer oder um seinen Sohn handelte. 1688 wurde der Handelsmann Gregor Kasoar Böse als Eigentümer geführt. Von ihm erwarben es 1692 für 1145 Taler der Juwelier Moses Guarrigues (auch Jertgo), der Uhrmacher Jean Menadier und den Büchsenmacher Noel Menadier. Guarriques wurde nochmals 1711 erwähnt. Im Jahr 1727 erwarb Gottlob Kuntze das Haus. |                                              |
| 31 (alt) heute: 15     |                                                      | Das Eckgrundstück zum Breiten Weg bildete bis 1642 mit der östlich angrenzenden Nummer 30 eine Einheit (siehe dort). Johann Bötticher (auch Böttiger) war ab 1642 Eigentümer und wurde zuletzt 1651 erwähnt. Seine Erben Jakob Bötger und Sebastian Müller teilten das Erbe 1666 auf. Während Bötger das Haus übernahm, erhielt Müller den Kramladen. Das obere Geschoss wurde von Bötger 1678 für 480 Taler an den Handelsmann Andreas Kramer verkauft. Von ihm erwarb es 1688 für 450 Taler der Kürschner Kaspar Lehmer. Lehmer erwarb 1692 auch den Kramladen und damit das Erdgeschoss für 300 Taler von Margarete Hahn, der Witwe Müllers in zweiter Ehe die Frau des Amtmanns Friderici, hinzu. 1724 veräußerte Lehmer das Haus an Johann Friedrich Bräutigam. |                                              |